# NS-Staat
Als NS-Staat (kurz für nationalsozialistischer Staat) oder NS-Deutschland (auch Nazi-Deutschland) wird das Deutsche Reich, ab 1943 Großdeutsches Reich, in der Zeit des Nationalsozialismus (1933–1945) bezeichnet. In diesem Staat war die Diktatur Adolf Hitlers, die von der Nationalsozialistischen Deutschen Arbeiterpartei (NSDAP) gestützt wurde, an die Stelle der demokratisch verfassten Weimarer Republik getreten. Sein Verwaltungs- und Einflussgebiet erstreckte sich mit den von ihm besetzten und annektierten Regionen in Mitteleuropa weit über die eigentlichen Grenzen Deutschlands hinaus.
Das umgangssprachlich auch Drittes Reich genannte NS-Deutschland war geprägt von einem absoluten Herrschaftsanspruch über das Individuum, einem radikalen Antisemitismus, einem ausgreifenden Führerkult und zunehmendem Staatsterror. Die Errichtung der Diktatur begann unmittelbar nach der Ernennung Hitlers zum Reichskanzler am 30. Januar 1933: Mit der Verordnung des Reichspräsidenten zum Schutz von Volk und Staat vom 28. Februar 1933 und dem Ermächtigungsgesetz vom 24. März 1933 wurden wesentliche Teile der Weimarer Reichsverfassung dauerhaft suspendiert, darunter die Gewaltenteilung, die parlamentarische Kontrolle der Regierung sowie grundlegende Bürgerrechte. Der Ausnahmezustand blieb bis zum Ende des NS-Staates bestehen.
Innerhalb weniger Monate schuf das NS-Regime durch die Gleichschaltung von Politik und Gesellschaft einen zentralistischen Staat nach der Ideologie des Nationalsozialismus. Die Gewerkschaften und alle politischen Parteien außer der NSDAP wurden verboten. An die Stelle der früheren Staatsordnung mit ihren klar abgegrenzten Machtbefugnissen trat ein rivalisierendes Nebeneinander sich überschneidender Kompetenzen des Staates und der NSDAP, eine Polykratie, in der Hitler stets die letzte Entscheidungsgewalt in Anspruch nahm. Mit Hilfe der Geheimen Staatspolizei (Gestapo) und Parteiorganisationen wie SA und SS verwandelte das Regime den Rechtsstaat in einen Polizeistaat mit Konzentrations- und später auch Vernichtungslagern. Holocaust und Porajmos – die systematischen Genozide an Juden sowie Sinti und Roma –, die Verfolgung und Ermordung Oppositioneller, Andersdenkender, Behinderter und Homosexueller wie auch die NS-Krankenmorde forderten mehrere Millionen Menschenleben.
Als Hitler 1934 zusätzlich das Amt des Reichspräsidenten übernahm, fiel ihm auch das Beamtenernennungsrecht zu, das er sich für das höhere Beamtentum persönlich vorbehielt. Bereits unmittelbar nach der sogenannten Machtergreifung hatte sich das Regime vom Prinzip des nur dem Gemeinwohl verpflichteten, unpolitischen Beamten abgewandt. Neben der fachlichen Qualifikation mussten Anwärter auf ein Amt nun auch ihre politische Zuverlässigkeit im Sinne des Nationalsozialismus nachweisen. In Feldern, die ihm besonders wichtig waren, setzte der Diktator Staatskommissare ein, die allen Regierungs- und Verwaltungsstellen übergeordnet waren. Mit der Übernahme der Befehlsgewalt über die Wehrmacht 1938 sicherte Hitler sich auch die unmittelbare Führung des Militärs.
Der NS-Staat ging in dem von ihm in Europa ausgelösten Zweiten Weltkrieg unter. Die Anti-Hitler-Koalition zwang die deutsche Wehrmacht am 8. Mai 1945 zur bedingungslosen Kapitulation. Am 5. Juni 1945 übernahmen die Siegermächte USA, Großbritannien, Sowjetunion und Frankreich auch formell die Regierungsgewalt in Deutschland.
In der politikwissenschaftlichen und historischen Forschung wurde und wird der NS-Staat unter anderem als faschistisch, totalitär, polykratisch, absolutistisch, modernisierend, als charismatische Herrschaft und als Gefälligkeitsdiktatur beschrieben.

## Leitvorstellungen nationalsozialistischer Staatsorganisation

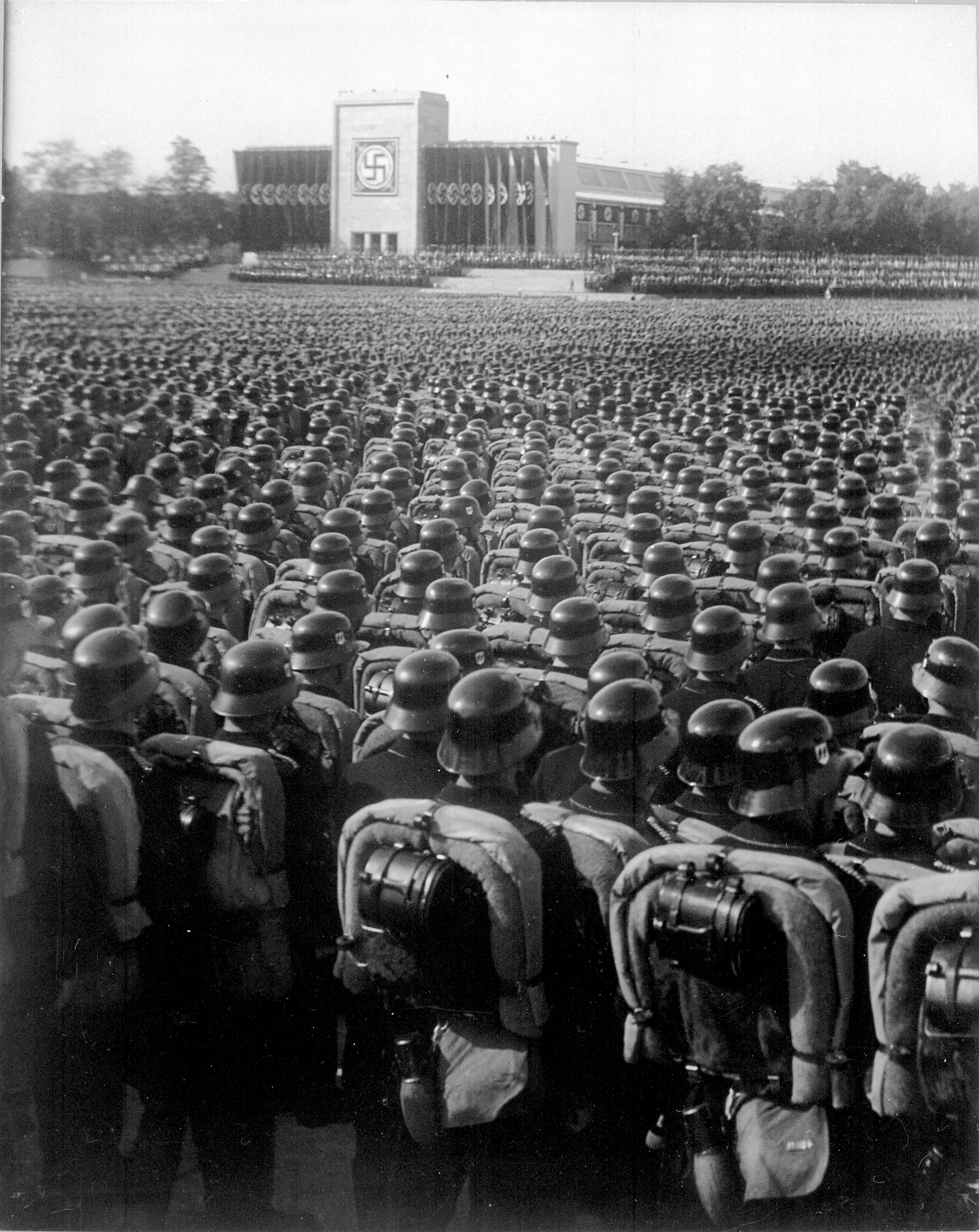
Massenaufmärsche wie beim Reichsparteitag der NSDAP 1935 waren sichtbarer Ausdruck der NS-Ideologie und der Idee des formierten Staates.

Der Nationalsozialismus verstand sich als alle Bereiche von Staat und Gesellschaft umgestaltende, revolutionäre Bewegung. Ziel war es, die parlamentarische Demokratie durch die Diktatur der NSDAP als einziger Partei – beziehungsweise durch die ihres Führers – und die grundsätzlich offene, bürgerliche Gesellschaft durch eine rassistisch definierte Volksgemeinschaft zu ersetzen.
Um den Staat im Sinne des Führerprinzips und einer spezifischen Vorstellung von Volksgemeinschaft umzugestalten, galt es, die individuellen Bürgerrechte und die institutionalisierte Gewaltenteilung zwischen Reichs- und Landesregierungen einerseits sowie Legislative, Exekutive und Judikative andererseits zu beseitigen. Eine „starke Zentralgewalt des Reiches“ gehörte bereits zum 25-Punkte-Programm der NSDAP von 1920.
Nach innen sollte die Idee der Volksgemeinschaft Politik, Moral und Recht zu einem unauflösbaren Ganzen zusammenschweißen. Der keiner höheren Rechtsinstanz verpflichtete „Führerwille“ sollte – von den Parteigliederungen im vorauseilenden Gehorsam erahnt – eine neue nationalsozialistische Herrschafts- und Regierungsform schaffen. An die Stelle der Verpflichtung der Staatsbeamten auf allgemeine Rechtsprinzipien trat die persönliche, durch „Führereide“ zu bekräftigende Verpflichtung. Zentraler Bestandteil der NS-Ideologie war der völkische Nationalismus, Rassismus und Antisemitismus. Juden, aber auch Sinti und Roma sowie weitere als „nicht-arisch“ definierte Bevölkerungsgruppen, konnten demnach nicht Teil der Volksgemeinschaft sein.

## Gleichschaltung
Die Errichtung der nationalsozialistischen Diktatur erfolgte in einer Geschwindigkeit, die Gegner und selbst Anhänger der NSDAP überraschte. Bereits am 1. Februar 1933 erwirkte Hitler von Reichspräsident Hindenburg die Auflösung des Reichstags und die Anberaumung von Neuwahlen für den 5. März. So wurde das Parlament für die Zeit bis zur Wahl als Machtzentrum ausgeschaltet. Am 4. Februar erging die Verordnung des Reichspräsidenten zum Schutze des Deutschen Volkes, die die Presse- und Versammlungsfreiheit so weit einschränkte, dass Hitlers Minderheitsregierung oppositionelle Parteien im Wahlkampf praktisch mundtot machen konnte.
Ebenfalls schon im Februar leitete die Regierung Hitler Maßnahmen ein, um Demokratie und Pluralismus zu beseitigen. Sie zielten darauf ab, konkurrierende Machtzentren in Reich, Ländern und Kommunen auszuschalten und das gesamte staatliche, gesellschaftliche und kulturelle Leben der Ideologie des Nationalsozialismus unterzuordnen. Dieser Prozess der Gleichschaltung betraf neben staatlichen Institutionen alle bedeutenden Organisationen, Verbände und politischen Parteien. Diese wurden entweder verboten oder ideologisch und organisatorisch auf die Linie der NSDAP gebracht.
Die sogenannte Reichstagsbrandverordnung vom 28. Februar 1933 setzte verfassungsmäßig verbürgte Grundrechte auf unbestimmte Zeit außer Kraft und begründete den Ausnahmezustand. Die linken Oppositionsparteien wurden gewaltsam unterdrückt, wobei Einheiten von Sturmabteilung (SA) und SS in Preußen als „freiwillige Hilfspolizei“ (Erlass vom 22. Februar 1933) eingesetzt wurden. Bis Herbst 1933 wurden auf Grundlage der Reichstagsbrandverordnung mehr als 100.000 politische Gegner in „Schutzhaft“ genommen. Mit dem Ermächtigungsgesetz wurde schließlich der staatsorganisatorische Teil der Weimarer Verfassung beiseite geschoben, indem die Gewaltenteilung aufgehoben und die Reichsregierung als vollwertiger Gesetzgeber mit der Autorität zu Verfassungsänderungen installiert wurde. Zwar waren die einschlägigen Bestimmungen zur Gesetzgebungskompetenz von Reichstag und Reichsrat in Kraft gelassen worden. Aber der Reichstag existierte lediglich als „Akklamationsinstanz“ Hitlers und seiner Regierung weiter.
Das Ermächtigungsgesetz setzte neues Verfassungsrecht ohne Rücksicht auf geltendes Recht, zwar in den Formen der Verfassungsänderung nach der Reichsverfassung, aber ohne von deren Befugnis gedeckt zu sein. Es brach nicht nur mit der Verfassung, ohne sie außer Kraft zu setzen, sondern verabschiedete Form und Gestalt rechtsstaatlicher Verfassung gleich prinzipiell. Die Weimarer Verfassung galt hiernach nicht mehr, auch nicht in den Teilen, die, formal gesehen, vom Ermächtigungsgesetz und der Reichstagsbrandverordnung nicht berührt worden waren. Wenn dennoch einzelne Verfassungsnormen nach 1933 angewendet wurden, dann ohne Begründung oder unter Berufung darauf, dass sie dem Willen des „Führers“, der auch oberster Gesetzgeber war, nicht widersprachen. Die Weimarer Reichsverfassung war damit in ihrer rechtlichen Substanz faktisch ausgehöhlt. Auf der Grundlage des Ermächtigungsgesetzes konnte auch der Föderalismus in Deutschland aufgehoben werden.
Zunächst wurden die föderalen Strukturen der Weimarer Republik aufgehoben. Die beiden dazu erlassenen Gesetze schalteten sämtliche bis dahin gewählten Minister, Abgeordneten und höheren Staatsbeamten der Länder – vor allem Süddeutschlands – und die Senate der Hansestädte aus. Das erste Gleichschaltungsgesetz vom 31. März 1933 löste die Landtage, Bürgerschaften, Kreistage und Gemeinderäte auf und ermächtigte die Landesregierungen, Gesetze auch gegen die Landesverfassungen zu erlassen. Die Selbstverwaltungskörperschaften mussten nach den Stimmverhältnissen der Reichstagswahl vom 5. März 1933 neu zusammengesetzt werden. Dadurch rückten Tausende NSDAP-Mitglieder auf freigewordene Posten nach. Das zweite Gleichschaltungsgesetz vom 7. April 1933 schuf in allen Ländern außer Preußen, in dem dies schon durch den „Preußenschlag“ 1932 geschehen war, Reichsstatthalter mit diktatorischen Vollmachten, die vom Reichspräsidenten ernannt werden durften, direkt dem Reichskanzler unterstellt und den Landesregierungen übergeordnet waren. Sie durften deren Mitglieder, sonstige Staatsbeamte und Richter ernennen und entlassen. Auch das Recht, Gesetze zu erlassen, wurde ihnen übertragen. Das Amt eines Staatspräsidenten, das einige Landesverfassungen verankerten, wurde für beendet erklärt. In der Praxis folgte Reichspräsident Paul von Hindenburg bei der Besetzung der Reichsstatthalter fast überall Hitlers Vorschlägen aus alten Gefolgsleuten und NSDAP-Gauleitern.
Mit der Verfolgung der KPD ab dem 28. Februar infolge des Reichstagsbrands, dem Verbot der SPD am 22. Juni und der Selbstauflösung der übrigen Parteien bis zum Gesetz gegen die Neubildung von Parteien vom 14. Juli 1933 wurde die NSDAP zur einzigen und alleinherrschenden Partei des Reiches, was im Dezember 1933 mit dem Gesetz zur Sicherung der Einheit von Partei und Staat noch bekräftigt wurde. Damit war ein Einparteiensystem errichtet und der als Kennzeichen des verhassten „Systems“ betrachtete Parlamentarismus beseitigt. Um jede mögliche Opposition auszuschalten, zerschlug das NS-Regime unmittelbar nach dem Tag der nationalen Arbeit am 1. Mai 1933 alle Gewerkschaften, beschlagnahmte ihr Vermögen und schaffte das Streikrecht ab. Alle Arbeitnehmer- und Arbeitgeberverbände wurden am 10. Mai 1933 zwangsweise in der Deutschen Arbeitsfront (DAF) zusammengeschlossen, die ab 1934 der NSDAP unterstand.
Der Reichstag hatte seine legislative und die Exekutive kontrollierende Funktion bereits mit der Zustimmung einer Zweidrittelmehrheit zum Ermächtigungsgesetz am 23. März 1933 aufgegeben. Er blieb als Institution formal bestehen, um für Hitlers Regierungserklärungen eine Staffage zu liefern und auch gegenüber dem Ausland einen demokratischen Schein zu bewahren. Er bestand nun zur Hälfte aus Parteimitgliedern, zur anderen Hälfte aus Vertretern von SA, SS und der Partei angeschlossenen Verbänden. Bis 1939 erließ er noch neun Gesetze, während die übrigen an die 5.000 Gesetze und Verordnungen von den Spitzen des NS-Regimes direkt erlassen wurden.
Mit dem Gesetz über den Neuaufbau des Reichs vom 30. Januar 1934 verloren die Länder ihre staatliche Souveränität, so dass in den bis 1935 anhaltenden Gleichschaltungsverordnungen die Justiz- und Verwaltungshoheit der Länder vollständig ausgehebelt wurde, bis diese den zuständigen Reichsministerien direkt unterstellt war. Der Reichsrat, der als Ländervertretung in der Weimarer Verfassung ein Einspruchsrecht gegen alle Gesetzesvorlagen der Reichsregierung hatte, wurde am 14. Februar 1934 aufgelöst.
Aufgehoben oder durch eine nationalsozialistische Verfassung ersetzt wurde die Weimarer Reichsverfassung gleichwohl nicht. Nachdem sie in wesentlichen Punkten materiell dauerhaft außer Kraft gesetzt war, musste sie das aber auch nicht mehr. Nationalsozialistische Staatsrechtslehrer wie Carl Schmitt erklärten schon 1933, die Weimarer Verfassung habe zu gelten aufgehört. Für Ernst Forsthoff war die Verfassungsfrage 1935 „erledigt“, und Ernst Rudolf Huber beschrieb die nationalsozialistische Machteroberung 1939 als „wirkliche Revolution“, welche „die Weimarer Verfassung als Gesamtsystem beseitigt“ und „zugleich die völkische Verfassung aufgerichtet“ habe.

## Oberste Reichsbehörden
Die in der NS-Ideologie proklamierte „Einheit von Volk und Staat“ führte zur Aufhebung der Gewaltenteilung; die obersten Regierungsämter erhielten sowohl legislative wie exekutive und judikative Kompetenzen. Als das Führerprinzip in allen staatlichen Aufgabenbereichen und auf allen Staatsebenen wirksam wurde, ergab sich einerseits eine Zentralisierung der bisherigen Ressorts und Ämter, andererseits ihre oft wildwüchsige Vermehrung.
Die Überschneidung von Aufgaben zentralisierter und neugeschaffener Staatsbehörden sowie oberster Parteiämter mündete in eine Fülle von Kompetenzstreitigkeiten und Rivalitäten, die dann oftmals durch eine Entscheidung Hitlers autoritativ beendet werden mussten. In der Regel wurden im Ergebnis Verwaltungsbehörden mit Parteiämtern verschmolzen. Daraus entstand eine Reihe neuer „Oberster Reichsbehörden“.

### Reichskanzlei
Am 30. Januar 1933 wurde der Vorsitzende der Nationalsozialistischen Deutschen Arbeiterpartei (NSDAP), Adolf Hitler, zum neuen Reichskanzler ernannt. Staatsoberhaupt war bis zu seinem Tod am 2. August 1934 Reichspräsident von Hindenburg. Die Abschaffung des selbständigen Reichspräsidentenamtes hatte Hitler schon lange vorher beschlossen. Mit dem am 1. August 1934 ausgefertigten Gesetz über das Staatsoberhaupt des Deutschen Reichs ließ Hitler die Ämter des Reichspräsidenten und des Reichskanzlers vereinigen und für sich den neuen Titel Führer und Reichskanzler einführen. In pseudo-demokratischer Manier wies er eine Volksabstimmung über das Gesetz an, die am 19. August abgehalten wurde. Das Gesetz markiert mit der Errichtung des Führerstaats den Abschluss der nationalsozialistischen Machtübernahme. Die unkontrollierte Vereinigung aller Staatsgewalt in der Person Hitlers war vollendet. Den Titel „Führer und Reichskanzler des Deutschen Reiches“ trug Hitler nach außen bis 1938, ab Januar 1939 ließ er sich nur noch „Führer“ nennen.
Hitlers Amtssitz war die Reichskanzlei in Berlin. Diese fungierte als Behörde zur Abwicklung der laufenden Regierungsgeschäfte und zugleich als Parteizentrale der NSDAP. Für die Regierungsgeschäfte zuständig war der Staatssekretär Hans Heinrich Lammers, später Martin Bormann. In unmittelbarer Nähe zu Hitlers privatem, zum Sperrgebiet erklärten Wohnsitz auf dem Obersalzberg wurde 1937 zudem die Reichskanzlei Dienststelle Berchtesgaden, die sogenannte Kleine Reichskanzlei, errichtet.
Zentrales Führungsorgan der NSDAP und für die Koordination von Reichskanzlei und Ministerien zuständig war der Stab des Stellvertreters des Führers von Rudolf Heß, der im Rang eines Ministers dem Reichskabinett und dem Ministerrat für die Reichsverteidigung angehörte. Zudem hatte er ein Mitspracherecht bei wichtigen Verordnungen der Reichsministerien und bei der Ernennung hoher Staatsbeamter. Ab 1941 wurde diese Stelle unter der Bezeichnung Parteikanzlei von Bormann weitergeführt. Die als „Privatkanzlei Adolf Hitlers“ 1934 geschaffene Kanzlei des Führers der NSDAP, die von Philipp Bouhler geleitet wurde und in der auch Martin Bormanns Bruder Albert Bormann tätig war, beschränkte sich bei Parteiangelegenheiten auf Gnadengesuche und Petitionen, steuerte aber auch die „Aktion T4“.

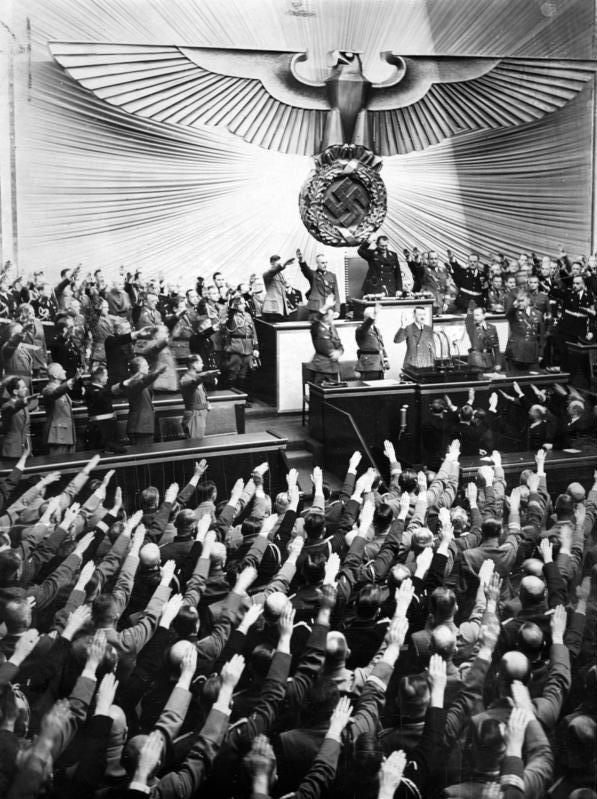
Adolf Hitler vor dem Reichstag zum Abschluss des Feldzugs gegen Polen, 6. Oktober 1939

Am 12. Januar 1939 verlegte Hitler seinen Amtssitz in die von Albert Speer konzipierte Neue Reichskanzlei an der Voßstraße in Berlin.

### Reichsregierung
Die im Kabinett Hitler fortbestehende Reichsregierung bestand aus 12 bis 15 Reichsministern mit und ohne Geschäftsbereich und weiteren Spitzenbeamten des NS-Staates. Unter dem Vorsitz des Reichskanzlers war sie hauptsächlich damit beschäftigt, Gesetzentwürfe zu beraten und zu beschließen. Hitler hielt jedoch nur bis zur Konsolidierung seiner Machtstellung und -funktionen regelmäßige Kabinettssitzungen ab. Ab 1935 tagte das Kabinett nur noch unregelmäßig und immer seltener. Es verabschiedete dann im Eilverfahren reihenweise neue Gesetze, ohne diese zu diskutieren. Die letzte gemeinsame Sitzung fand am 5. Februar 1938 statt.
Indem immer mehr Kompetenzen an den Regierungschef delegiert bzw. von diesem an sich gezogen wurden, wurden Minister zunehmend zu Befehlsempfängern. Hitler regierte unmittelbar mit Verordnungen. Damit verlor das Kabinett seine gesetzgeberische Rolle und zerfiel schließlich während des Krieges in Teilressorts, die sich nur noch partiell untereinander abstimmten.
Nach dem Tod Hitlers bildete der frühere Reichsfinanzminister Johann Ludwig Graf Schwerin von Krosigk im Auftrag von Großadmiral Karl Dönitz, den Hitler zu seinem Nachfolger als Reichspräsident bestimmt hatte, eine geschäftsführende Regierung. Sie versuchte, Verhandlungen mit den Alliierten über eine Verwaltung Deutschlands aufzunehmen, wurde aber von diesen am 23. Mai 1945 abgesetzt und verhaftet. Bis zur Übernahme der obersten Staatsgewalt in Deutschland durch Großbritannien, die USA, die Sowjetunion und Frankreich, die am 5. Juni 1945 in der Berliner Erklärung und in begleitenden Deklarationen verkündet wurde, existierte keine zentrale Regierung Deutschlands mehr. Der Alliierte Kontrollrat, der diese Funktion übernehmen sollte, verfügte über keine eigene Exekutive und war für die Umsetzung seiner Beschlüsse auf die Militärregierungen in den Besatzungszonen angewiesen.

### Reichsministerien
Als Reichsministerium wurden ab 1933 folgende Behörden bezeichnet:
- Reichsarbeitsministerium
- Reichsministerium für Ernährung und Landwirtschaft
- Reichsfinanzministerium
- Reichsjustizministerium
- Reichspostministerium
- Reichsverkehrsministerium
- Reichswirtschaftsministerium
- Reichsministerium des Auswärtigen (seit 1919 übliche Langbezeichnung neben dem weiterhin verwendeten Namen „Auswärtiges Amt“)
- Reichsministerium des Innern
- Reichskriegsministerium (zuvor Reichswehrministerium; am 4. Februar 1938 beseitigt)

Dabei veränderte das NS-Regime Zuschnitt und reale Kompetenzen der einzelnen Ministerien teilweise erheblich. Ab 1933 wurden folgende Ressorts neu eingerichtet:
- Reichsministerium für Volksaufklärung und Propaganda
- Reichsluftfahrtministerium
- Reichsministerium für Wissenschaft, Erziehung und Volksbildung
- Reichsministerium für die kirchlichen Angelegenheiten
- Reichsministerium für die besetzten Ostgebiete
- Reichsministerium für Bewaffnung und Munition (ab September 1942: Reichsministerium für Rüstung und Kriegsproduktion)

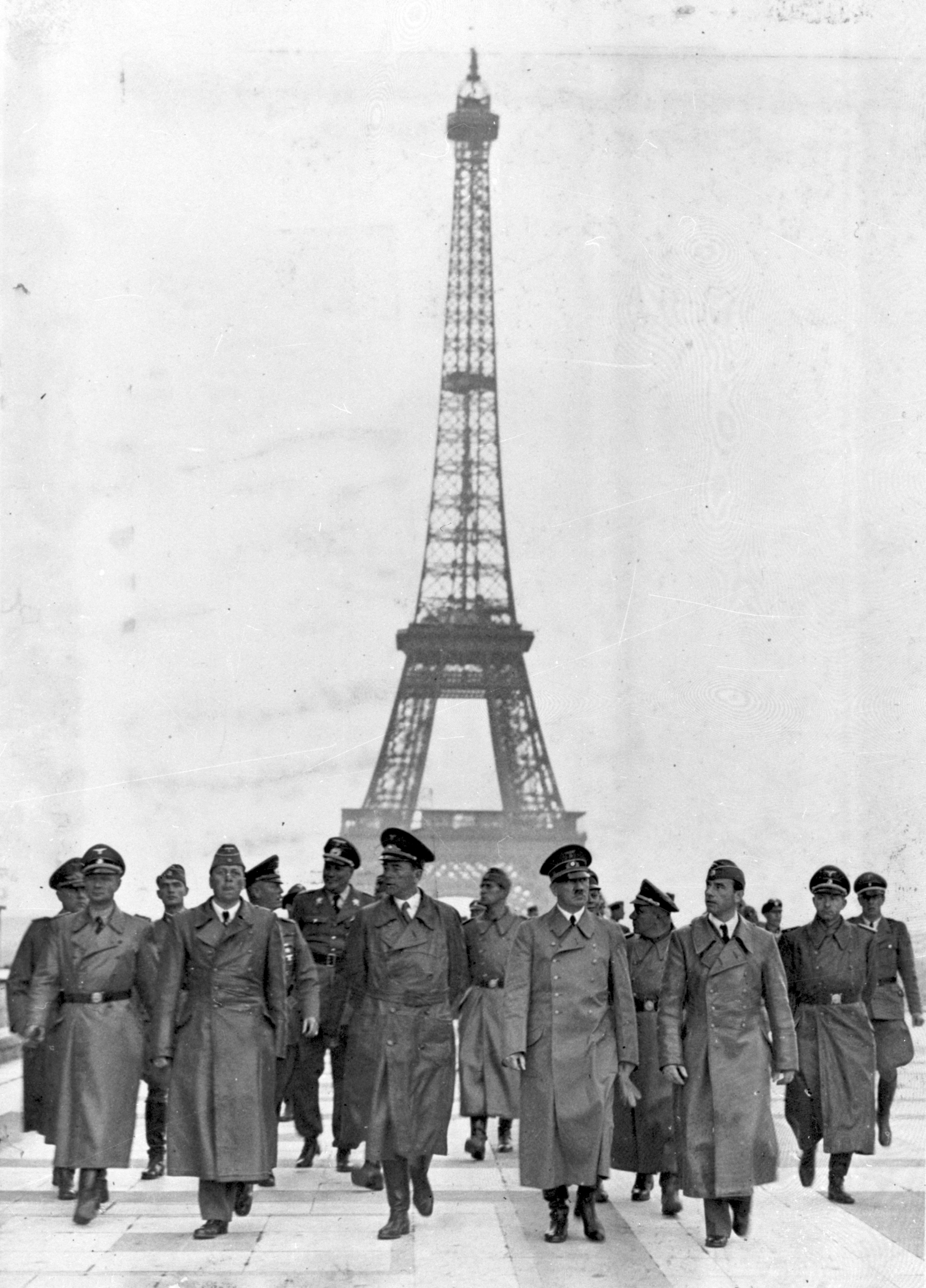
Juni 1940: Hitler nach der Besichtigung des Eiffelturms in Begleitung von Albert Speer, Martin Bormann und Wilhelm Keitel

### Weitere Reichsbehörden und Spitzenämter
Zu den obersten Reichsbehörden und Spitzenämtern, die keinem Reichsministerium, aber direkt der Reichskanzlei unterstellt waren oder wurden, zählten:
- die Dienststelle Stellvertreter des Führers (Parteikanzlei, ab Juni 1933)
- die Reichsgerichte
- der Rechnungshof des Deutschen Reiches
- der Reichsbauernführer (Richard Walther Darré, später in Personalunion mit dem Ernährungsminister)
- das Reichsforstamt (Hermann Göring, Personalunion mit dem Amt des Reichsjägermeisters)
- das Reichsamt für Wirtschaftsausbau
- die Reichsstelle für Wohnungs- und Siedlungswesen (1939–1940)
- der Reichskommissar für sozialen Wohnungsbau (Reichsorganisationsleiter der NSDAP, Robert Ley, ernannt am 15. November 1940)
- der Generalinspekteur für das deutsche Straßenwesen (Fritz Todt, ab November 1933)
- der Generalbauinspektor für die Reichshauptstadt (Albert Speer, ab Januar 1937)
- das Reichsamt für Wetterdienst (Februar 1933 bis November 1934: Reichsamt für Flugsicherung)
- das Statistische Reichsamt (bis 1940)
- das Reichsversicherungsamt (bis 1944)
- die Reichsversicherungsanstalt für Angestellte (bis 1935)
- das Reichsaufsichtsamt für das Versicherungswesen (bis Juni 1943: Reichsaufsichtsamt für Privatversicherung)
- das Reichsgesundheitsamt (bis 1938)
- die Reichsanstalt für Vitaminprüfung und Vitaminforschung (ab 1941/42)
- die Reichsanstalt für Arbeitsvermittlung und Arbeitslosenversicherung (Präsident bis Ende 1938: Friedrich Syrup, ab Januar 1939 Staatssekretär unter dem Reichsarbeitsminister)
- der Reichsarbeitsdienst (Konstantin Hierl, von 1935 bis 1943; danach Teil des Innenministeriums)
- der Generalbevollmächtigte für die Wirtschaft (1935; später für Kriegswirtschaft)
- der Chef des Technischen Amtes des Reichsministeriums für Rüstung und Kriegsproduktion, Hauptdienststellenleiter Karl-Otto Saur (1945 testamentarisch Rüstungsminister in spe)
- die Reichsstelle für Raumordnung (1935)
- das Reichsamt für Landesaufnahme
- der Reichswohnungskommissar (1942–1945)
- das Reichspatentamt
- die Reichsjugendführung (Baldur von Schirach, ab 1936)
- der Reichskommissar für Preisbildung (Carl Goerdeler, ab November 1934; Josef Wagner, ab 1938; Hans Fischböck, ab 1942)
- der Reichssportführer (ab 1936)
- der Beauftragte für den Vierjahresplan (Staatssekretär Erich Neumann, ab 1936)
- der Reichsführer SS und Chef der Deutschen Polizei (Heinrich Himmler, ab 1936)
- der Chef der Sicherheitspolizei und des SD (Reinhard Heydrich, ab 1939; Ernst Kaltenbrunner, ab 1943)
- der Generalgouverneur (Hans Frank, ab 1941 auch dessen ständiger Stellvertreter Staatssekretär Josef Bühler)
- der Generalbevollmächtigte für die Reichsverwaltung (Wilhelm Frick, ab 1938; Heinrich Himmler, ab 1943)
- der Ministerrat für die Reichsverteidigung (auch Geheimer Kabinettsrat; ab 1938)
- die Reichsbank (ab Juni 1939)
- die Reichshauptkasse (bis 1939)
- die Reichsschuldenverwaltung (bis 1938)
- die Reichsdruckerei
- der Reichsprotektor in Böhmen und Mähren (ab März 1939)
- der Reichsarbeitsführer (Konstantin Hierl, ab 1943)
- der Generalbevollmächtigte für den Arbeitseinsatz (Fritz Sauckel, ab März 1942)
- der Reichsbevollmächtigte für den totalen Kriegseinsatz (Joseph Goebbels, ab Juli 1944)

## Innere Verwaltung und Justiz

### Beamtenschaft
Ein Großteil der Beamtenschaft zu Zeiten der Weimarer Republik stammte noch aus der Kaiserzeit und blieb antidemokratisch eingestellt. In Preußen waren schon ab 1930 überdurchschnittlich viele Beamte in die NSDAP eingetreten, obwohl das Beamtengesetz ihnen politische Betätigung für diese Partei – ebenso wie für die KPD – verbot.
Beim Machtantritt Hitlers blieben die meisten Beamten passiv; erst nach der Reichstagswahl vom März 1933 kam es zu einer Welle von Aufnahmeanträgen in die NSDAP. Der Reichsbund der Deutschen Beamten (RDB) rief seine Mitglieder dazu auf, sich der „nationalen Revolution“ anzuschließen. Proteste der Altkader in der NSDAP führten jedoch dazu, dass die als „Märzgefallene“ verhöhnten Neubewerber einen untergeordneten Mitgliedsstatus erhielten und schließlich Neuaufnahmen ganz gestoppt wurden.
Zugleich entließ die neue Reichsregierung von Anfang an möglichst viele missliebige Spitzenbeamte, bei denen man politische Unzuverlässigkeit annahm. Besonders in Preußen entließ Göring viele Ober- und Regierungspräsidenten, Landräte und Polizeipräsidenten. Bis 1941 wurden dort 354 von 365 Landratsstellen mit NSDAP-Mitgliedern besetzt, darunter 201 „alte Kämpfer“. In den Kommunen vertrieb die SA oft ohne gesetzliche Grundlagen Beamte aus ihren Ämtern. Hinzu kam am 7. April 1933 das Gesetz zur Wiederherstellung des Berufsbeamtentums, das Angehörige von Linksparteien und Juden ausschließen sollte, dessen Wirkung jedoch durch das von Hindenburg eingeführte „Frontkämpferprivileg“ zunächst eingeschränkt blieb.
Dennoch ließ das NS-Regime den Beamtenapparat insgesamt weitgehend unangetastet. Die NSDAP verfügte zudem nicht über genügend qualifizierte Funktionsträger, die in freigemachte Stellen hätten nachrücken können. Diese wurden vielfach weiterhin nach Befähigung und nicht vorrangig aufgrund politischer Linientreue besetzt. NSDAP-Mitglieder blieben in manchen Verwaltungsbereichen und Ressorts in der Minderheit, zum Beispiel im Reichsarbeitsministerium und im Innenministerium. So ließ das NS-Regime die vorhandene Bürokratie in der Phase der Machtübernahme vorläufig bestehen, um sie erst nach der Machtkonsolidierung in weiten Bereichen zu entmachten. Unter anderem schuf man eine Vielzahl neuer Reichsbehörden, um bestehende Verwaltungseinrichtungen zu „überwölben“. Infolgedessen kam es nach 1933 zu widersprüchlichen, mitunter lähmenden Entwicklungen in Staatsaufbau und Staatsverwaltung. Diese Polykratie, das heißt, die Konkurrenz unterschiedlicher Institutionen mit sich teilweise überschneidenden Kompetenzen, widersprach zwar der eigenen Ideologie eines starken Staates, weil sie dessen Handeln oft ineffizient machte, aber sie war durchaus gewollt, da konkurrierende Machtebenen die letztgültige Entscheidung stets dem Diktator an der Spitze überlassen mussten.
Auf der Führungsebene wurde das Deutsche Beamtengesetz vom 26. Januar 1937 entworfen, das auf Weimarer Reformansätzen beruhte und 1953 durch das Bundesbeamtengesetz aufgehoben und ersetzt wurde. Es legte traditionelle Pflichten, Rechte und formale Dienstwege für die Beamten fest, um so politische Einflussnahme, Willkür und Korruption auch für NSDAP-Mitglieder einzuschränken, wobei dennoch ein „von nationalsozialistischer Weltanschauung durchdrungenes Berufsbeamtentum, das dem Führer des Deutschen Reichs und Volkes, Adolf Hitler, in Treue verbunden ist“, laut Präambel zum „Grundpfeiler des nationalsozialistischen Staates“ werden sollte. Das Gesetz konnte gegen Widerstände aus der NSDAP und Vorbehalte Hitlers, der sich verfassungsrechtlichen Grundsätzen nicht unterordnen wollte, in Kraft treten.
In der Folgezeit beschnitt das NS-Regime das Eigengewicht der Bürokratie immer stärker. Bei Neubesetzungen kommunaler Ämter hatten die NSDAP-Gauleiter ein Vorschlagsrecht, bei Reichsbehörden hatte die Parteikanzlei ein Widerspruchsrecht. Dieses wurde zur regelmäßigen „politischen Beurteilung“ von Amtskandidaten genutzt, was die Anpassung der Beamten an das Regime begünstigte und vertiefte. Mit einem Führereid wurden u. a. Hochschulprofessoren zu einem Loyalitätsbekenntnis zu Hitler gezwungen; wer ihn verweigerte, verlor in der Regel sein Amt. Zusätzlich richtete die NSDAP in vielen Bereichen konkurrierende Verwaltungs- und Vollzugsorgane ein. Bei der Personalpolitik löste Martin Bormann den eher moderaten Rudolf Heß ab und setzte allmählich eine neue Generation von Hitler ergebenen und zugleich fachkompetenten NS-Spitzenbeamten durch.
Am 26. April 1942 beanspruchte Hitler im Reichstag das persönliche Recht, jeden Staatsbediensteten zum Rücktritt zu zwingen oder zu entlassen, der aus seiner Sicht seine Pflichten verletzte (→ Beschluss des Großdeutschen Reichstags vom 26. April 1942). Dieses Recht nahm er vor allem nach dem 20. Juli 1944 für großflächige „Säuberungen“ auch in der Beamtenschaft in Anspruch. Damit verloren die deutschnationalen Beamten, die anfangs eine wesentliche Stütze für Hitlers Machtkonsolidierung gewesen waren, in der NS-Zeit endgültig ihre gestaltenden Einflussmöglichkeiten.

### Sicherheitsapparat
Hitler hatte Hermann Göring im Januar 1933 zum Reichskommissar für das preußische Innenministerium ernannt. Göring nutzte dies umgehend, um die preußische Polizei zur Machtsäule des NS-Regimes umzubauen. Im Februar 1933 stellte er aus SA- und SS-Truppen eine 50.000 Mann starke Hilfspolizei auf, die dann auch in den Ländern eingeführt wurde. Ende April 1933 gründete er zudem ein Geheimes Staatspolizeiamt für Preußen mit der Aufgabe, „alle staatsgefährlichen politischen Bestrebungen im gesamten Staatsgebiet zu erforschen“. Daraus entstand die Geheime Staatspolizei (Gestapo). Diese blieb wegen einer relativ geringen Personaldecke jedoch auf Mithilfe der Bevölkerung angewiesen. Die NS-Propaganda rief die Deutschen zur Denunziation missliebiger Nachbarn, Kollegen o. ä. auf, was vielfach auf fruchtbaren Boden fiel. Die breite Denunziationsbereitschaft der Bevölkerung stellte daher die wichtigste Quelle von Informationen der Gestapo dar, die dann durch sogenannte „verschärfte Verhöre“, also Folter von Verdächtigen, erweitert wurden. Weil die Bevölkerung des NS-Staates mehrheitlich die Ziele Hitlers teilte, spricht man in der Forschung von einer „Selbstüberwachung“.
Heinrich Himmler führte ab 1929 die SS, die bis zum sogenannten Röhm-Putsch von Ende Juni/Anfang Juli 1934 der SA unterstellt war. Er brachte bis 1934 die Politische Polizei und die Konzentrationslager im gesamten Reich unter die Kontrolle der SS. Per Erlass vom 17. Juni 1936 wurde er als Reichsführer SS auch zum Chef der Deutschen Polizei im Reichsministerium des Innern ernannt und leitete somit beide Organisationen in Personalunion. 1937 wurde diese Verklammerung durch die Höheren SS- und Polizeiführer (HSSPF) durchgängig auch institutionell verankert. Ihre Funktion bestand darin, einerseits die dem Chef der Polizei, andererseits die dem Reichsführer SS unterstellten Kräfte einheitlich zu führen.
Himmler baute die SS fortan systematisch und erfolgreich zur Schaltzentrale und zum „Gehirn“ des NS-Systems aus. Ziel der Machtkonzentration war der Aufbau einer parallelen, auf Überwachung ausgerichteten Machtelite als „Staat im Staate“ mit starker Bindung an den „Führer“, die später überall die Führungsschicht des deutschen Großreichs bilden sollte. Als zentrale Leitungsbehörde zur Lenkung der bisher staatlichen Polizei und des parteieigenen Sicherheitsapparats wurde 1939 das Reichssicherheitshauptamt (RSHA) unter Reinhard Heydrich, später unter Ernst Kaltenbrunner gegründet. Es entstand aus der Zusammenlegung von Sicherheitspolizei (SiPo) und Sicherheitsdienst (SD). Dem RSHA unterstanden auch die Gestapo unter Heinrich Müller und ab Kriegsbeginn die Einsatzgruppen der Sicherheitspolizei und des SD. Das RSHA war zentral an der Planung und Durchführung der Judenverfolgung und des Holocaust sowie an der nationalsozialistischen Umvolkungs- und Rassenpolitik beteiligt.
In den besetzten Gebieten trat die SS teilweise in Konkurrenz zu den zivilen und militärischen Verwaltungen.

### Justiz

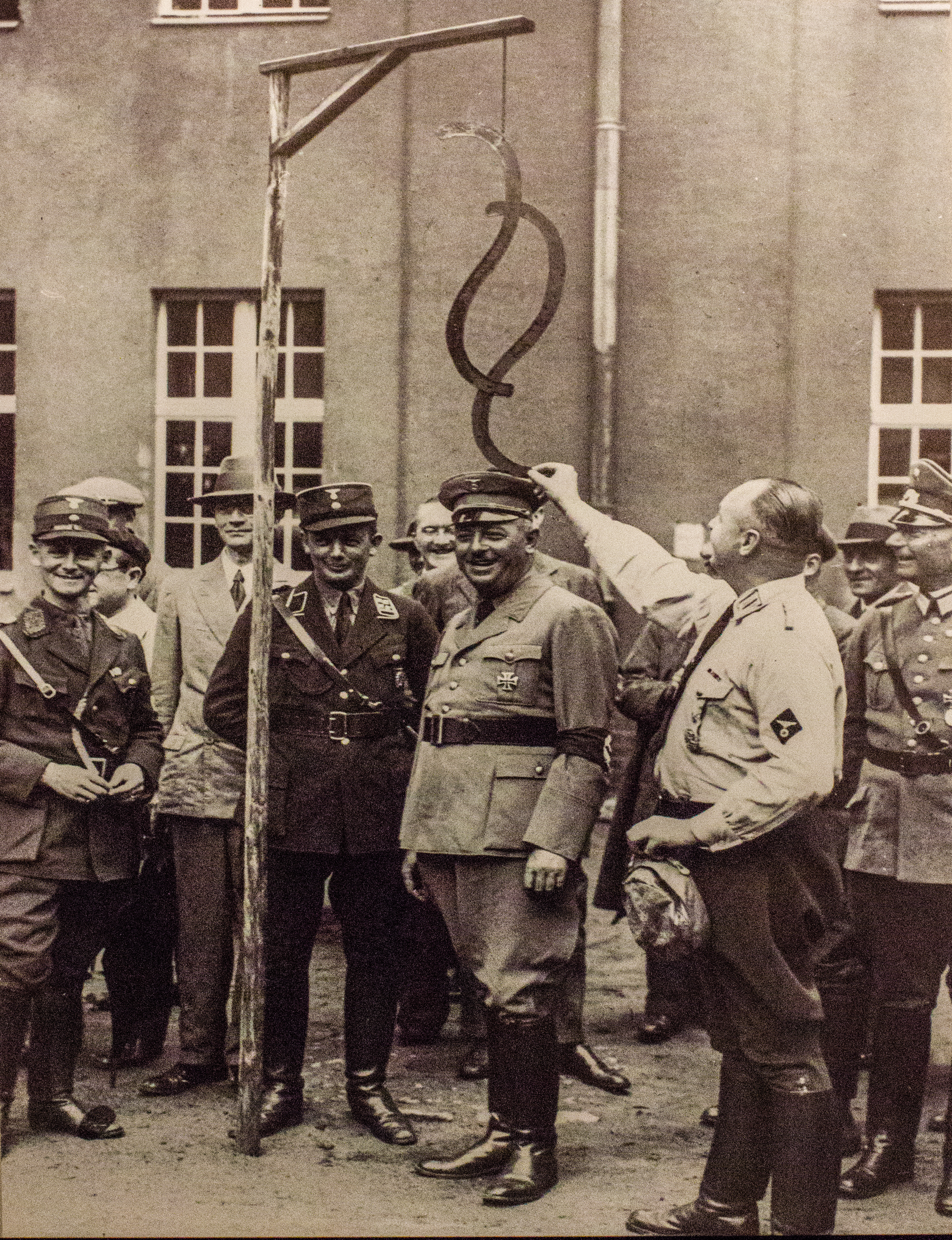
Der Preußische Justizminister Hanns Kerrl bei einem Besuch im Referendarlager in Jüterbog (1934)

Wie für den Verwaltungsapparat besaß die NSDAP auch für die von ihr angestrebte Rechtsordnung kein klares Konzept. Das 25-Punkte-Programm hatte in Punkt 19 ein nicht näher definiertes „deutsches Gemeinrecht“ als „Ersatz für das der materialistischen Weltanschauung dienende römische Recht“ gefordert. Darunter verstand die NSDAP vor allem die Unterordnung der individuellen Bürgerrechte unter das angebliche Gesamtinteresse der „Volksgemeinschaft“: Recht ist, was dem Volke nützt. Als oberste Rechtsgüter wurden unklar definierte Begriffe wie Rasse, Erbgut, Ehre, Treue, Wehrhaftigkeit, Arbeitskraft, Zucht und Ordnung propagiert.
Diesen Vorstellungen entsprechend verstießen schon einige der ersten Maßnahmen des NS-Regimes gegen grundlegende Prinzipien des Rechtsstaats wie die Gleichheit aller Staatsbürger vor dem Gesetz, Gewaltenteilung und nulla poena sine lege: so die „Reichstagsbrandverordnung“, das „Heimtückegesetz“ und das „Gesetz über Verhängung und Vollzug der Todesstrafe“ (Lex van der Lubbe). Das Gesetz über die Zulassung zur Rechtsanwaltschaft vom 7. April 1933 zielte auf die Ausschaltung jüdischer Rechtsanwälte, doch aufgrund der von Reichspräsident Hindenburg geforderten Ausnahmeregelung („Frontkämpferprivileg“) konnte ein von den Antisemiten unvorhergesehen großer Teil der jüdischen Anwälte ihren Beruf bis 1938 weiter ausüben. Hitlers Mordbefehle und ihre Ausführung beim angeblichen Röhm-Putsch vom 30. Juni bis 3. Juli 1934 wurden nachträglich legalisiert. Damit wurden der Wille und die ausführende Gewalt des Führers dem kodifizierten Recht und Gesetz übergeordnet.
Die Gleichschaltungsgesetze und -maßnahmen hoben bis Januar 1935 auch die Justizhoheit der Länder auf. Das Reichsjustizministerium wurde dadurch zur obersten Aufsichtsbehörde über alle Gerichte, Strafvollzugsanstalten und deren Personal. Eine einheitliche Justizausbildungsverordnung sollte die Loyalität der Absolventen gegenüber dem Führerstaat gewährleisten: Sie sah für Referendare eine zweimonatige ideologische Schulung im Gemeinschaftslager „Hanns Kerrl“ und die mündliche Prüfung des Fachs „Volks- und Staatskunde im weitesten Sinn“ vor.
Andererseits wurden die meisten seit dem 18. Jahrhundert entstandenen Justizbehörden beibehalten. Von den Richtern, die bis 1933 nur selten NSDAP-Mitglieder waren, wurden nur etwa 600 entlassen. Die Spitzenpositionen des Reichsjustizministers und des Reichsgerichtspräsidenten wurden deutschnationalen Vertretern überlassen und nicht neu besetzt. Dagegen betraf das Gesetz zur Wiederherstellung des Berufsbeamtentums vor allem „nichtarische“ und politisch missliebige Rechtsanwälte. Alle Anwälte mussten sich in der Reichsrechtsanwaltskammer und der Reichsnotarkammer registrieren lassen, die ihre Zulassung regelte und politische Zuverlässigkeit überwachte. Später mussten alle Richter einen persönlichen Treueeid auf den „Führer und Reichskanzler“ Adolf Hitler ablegen, der ab 30. Juni 1934 auch der „oberste Gerichtsherr des deutschen Volkes“ zu sein beanspruchte. Frauen wurden ab 1935 nicht mehr als Richterinnen, Staats- und Rechtsanwälte zugelassen.

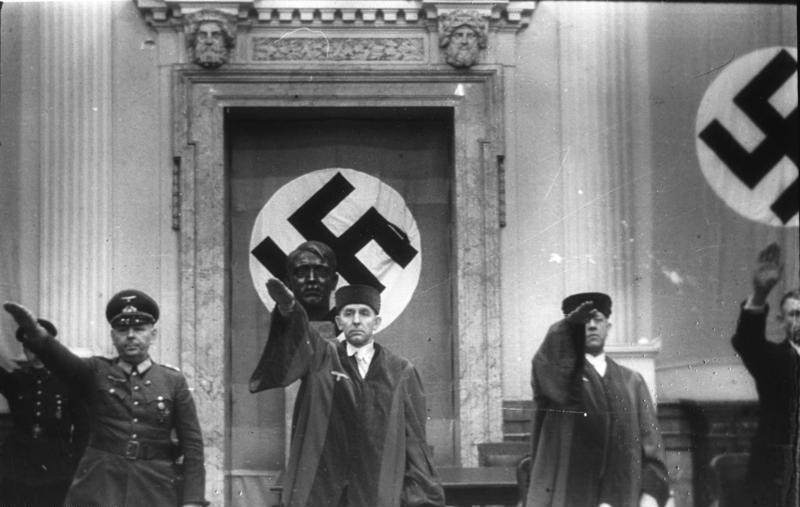
Roland Freisler (Mitte) als Präsident des Volksgerichtshofes, 1944

Neben dem traditionellen Gerichtswesen wurde für immer mehr Bereiche eine Sonder- und Standesgerichtsbarkeit aufgebaut. Nur für „Artgleiche“ galt annähernd gleiches Recht, für zu „Artfremden“ erklärte Bevölkerungsgruppen dagegen wurde Sonderrecht eingeführt: so für die „Asozialen“, Juden und „Fremdvölkischen“, vor allem Polen und Russen. Juden durften nur noch als „Konsulenten“ für andere Juden vor Gericht erscheinen. Für Polen und Juden im vom Deutschen Reich besetzten Polen galt ab Dezember 1941 die Polenstrafrechtsverordnung.
Schon ab Juli 1933 wurden allen Amtsgerichten Erbgesundheitsgerichte angegliedert, die u. a. das Gesetz zur Verhütung erbkranken Nachwuchses mit Gesundheitszeugnissen durchführen sollten. Endgültig entscheidendes Rechtsmittelgericht war das bei den Oberlandesgerichten zu bildende Erbgesundheitsobergericht. Im bürgerlichen Recht wurden Eheverbote aus eugenischen Gründen ermöglicht. Bei rassischen „Mischehen“ wurde die Ehescheidung erleichtert und die Fortpflanzung verboten. Den Versuch, Unfruchtbarkeit als Scheidungsgrund zu legalisieren, verhinderte die katholische Kirche. Zugleich wurden unverheiratete Mütter und uneheliche Kinder rechtlich besser gestellt; „arische“ Frauen durften ab 1941 sogar gefallene Soldaten nachträglich heiraten.
Die Sondergerichte für politische Delikte und der neu geschaffene Volksgerichtshof blieben zwar dem Justizministerium unterstellt, aber für dort durchgeführte Verfahren gab es keine Revisionsinstanzen. Neben sie traten ab Mai 1933 selbständige Kriegsgerichte, die ab 1936 dem neu eingerichteten Reichskriegsgericht unterstellt waren. Diese durften unter bestimmten Bedingungen auch Zivilisten verurteilen. Seit Kriegsbeginn entfielen auch dort Instanzenwege und Berufungsmöglichkeiten; die Urteile wurden nur von den jeweiligen Militärbefehlshabern bestätigt oder zur Neuverhandlung – fast immer mit dem Ziel einer Strafverschärfung – angewiesen.
Himmler schuf nach dem „Röhm-Putsch“ 1934 für die SS ein eigenes Ehrengericht, aus dem sich ab Oktober 1939 eine besondere SS- und Polizeigerichtsbarkeit unter dem Hauptamt SS-Gericht entwickelte. Dessen Gerichtsherr war er selbst. Das neu geschaffene Reichsverwaltungsgericht unterstand dem Reichsinnenministerium, durfte aber keine politisch veranlassten Willkürakte vor allem der Polizei überprüfen. Sämtliche Gewaltakte der SA, Gestapo und SS blieben so der Strafverfolgung unabhängiger Gerichte entzogen. In „präventive“ Schutzhaft genommene Strafgefangene waren entrechtet.
In der Strafjustiz wurden die Kriterien für Straftatbestände immer mehr von eindeutigen Tatmerkmalen auf die Gesinnung eines mutmaßlichen Täters verlagert. Den Richtern wurde dabei ein viel größerer Ermessensspielraum als bisher zugestanden. Diese Aufweichung zielte praktisch auf Strafverschärfung. Zugleich wurden viele Straftatbestände direkt mit höheren Strafen belegt, einige neu geschaffen. Die 1941 geänderten, am Täterstrafrecht orientierten Mordmerkmale wurden dennoch nach 1945 unverändert im Strafgesetzbuch beibehalten.

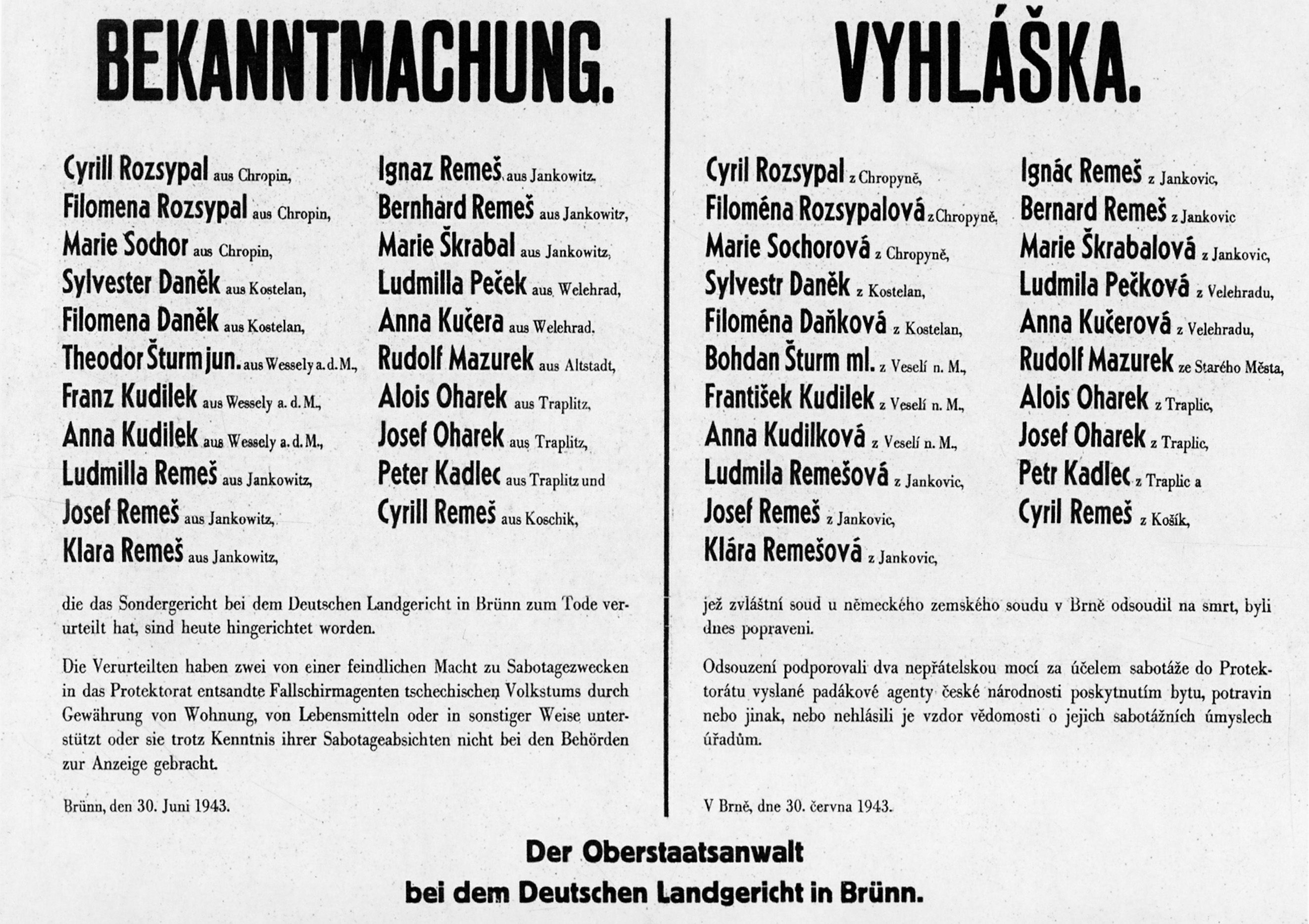
21 Todesurteile des Sondergerichts Brünn, 30. Juni 1943

Der Grundsatz nulla poena sine lege wurde nach punktueller Missachtung ganz aufgegeben. So erließ Hitler nach zwei Einzelfällen im Juni 1938 rückwirkend neue Strafen und Gesetze für diese und analoge Taten: Er verlangte z. B. die Todesstrafe für einen im Vorjahr begangenen erpresserischen Kindesraub und für das vorsätzliche Stellen einer „Autofalle“ (Lex Götze), die nicht näher definiert wurde. Nachdem das Reichsgericht die Angeklagten in einem Fall von „Elektrizitätsdiebstahl“ und einem Fall von „Fernsprechautomatenbetrug“ freigesprochen hatte, wurde auch das Analogieverbot im Strafrecht aufgehoben. Richter durften nun nicht ausdrücklich strafbare Taten nach ihnen vergleichbar erscheinenden Straftatbeständen „in Übereinstimmung mit dem völkischen Rechtsempfinden“ verurteilen.
Die Todesstrafe, die 1933 für drei Tatbestände vorgesehen war, wurde auf zuletzt 46 Tatbestände ausgedehnt und vor allem im Krieg exzessiv angewandt. Die Kriegsgerichte bezogen Tatbestände wie „Wehrkraftzersetzung“ auch auf subjektive Einstellungen; als Kriegswirtschaftsverbrechen galten immer geringfügigere Vergehen. Die 5. Verordnung zum Kriegssonderstrafrecht vom 5. Mai 1940 erlaubte den Sonderrichtern schließlich, für jede Straftat jede Strafe bis einschließlich der Todesstrafe zu verhängen, wenn der nach Gesetzestext vorgesehene Strafrahmen „nach gesundem Volksempfinden“ für eine Sühne nicht ausreiche. Infolge dieser Rechtswillkür fällten die zivilen Sondergerichte rund 16.000 Todesurteile, 15.000 davon ab 1941; die Kriegsgerichte fällten rund 30.000 Todesurteile, davon etwa 23.000 wegen Fahnenflucht.
1942 begann das NS-Regime, die Rechtsprechung zusätzlich durch regelmäßige Richterbriefe und analoge Rechtsanwaltsbriefe zu lenken. Zudem ermächtigte Hitler den Reichsjustizminister, alle ihm erforderlich erscheinenden, auch vom bisherigen Recht abweichenden Maßnahmen zum Aufbau einer „nationalsozialistischen Rechtspflege“ zu treffen. Gewöhnliche Landes- und Oberlandesgerichte waren jedoch schon ab 1933 Teil des staatlichen Verfolgungsapparates geworden, indem sie viele Fälle von Regimekritik, Oppositionsverhalten, „Rundfunkverbrechen“ und „Rassenschande“ verurteilten.
In einer Reichstagsrede im Frühjahr 1942 beschwerte sich Hitler über angeblich zu milde Urteile der Justiz. Die Gestapo wurde daraufhin bei politischen oder gewöhnlichen, aber politisierten Delikten faktisch zur Revisionsinstanz und durfte bereits Verurteilte, die ihre Strafe verbüßt hatten, nach eigenem Ermessen erneut festnehmen, wobei Folterungen mit Todesfolge in der Regel strafrechtlich nicht geahndet wurden. Die „Fremdarbeiter“ verfolgte und bestrafte sie direkt ohne Gesetzesgrundlage, Anzeige, Gerichtsverfahren und Urteil.
Weitere Gerichte und Gerichtshöfe:
- Reichswirtschaftsgericht
- Reichsarbeitsgericht
- Reichsfinanzhof

## Militär

Die Kriegsflagge des Deutschen Reiches (ab 1938)

Seit seinem Machtantritt setzte Hitler die unter seinen Vorgängern begonnene, zunächst noch geheimgehaltene Aufrüstung der durch den Versailler Vertrag begrenzten Reichswehr energisch fort, die er als zweite Säule des nationalsozialistischen Staates neben der Partei betrachtete. Die immer deutlicher werdende Rivalität zwischen Reichswehr und SA ließ er im Juni 1934 durch die als Niederschlagung des Röhm-Putschs getarnte Entmachtung der SA-Führung beenden, die Reichswehr wurde zum alleinigen Waffenträger der Nation erklärt. Nachdem er sich mit Hilfe des am 1. August 1934 erlassenen „Gesetzes über das Staatsoberhaupt des Deutschen Reiches“ zum Nachfolger des einen Tag später verstorbenen Reichspräsidenten Hindenburg hatte erklären lassen, übernahm er Kraft der Weimarer Verfassung den politischen Oberbefehl über die Reichswehr. Der Reichswehrminister und militärische Oberbefehlshaber Werner von Blomberg ließ in der Folge die Streitkräfte persönlich auf Hitler vereidigen. Ebenfalls 1934 begann der Aufbau der SS-Verfügungstruppe, aus der später die Waffen-SS hervorgehen sollte.
Bereits im Oktober 1933 hatte Hitler den Austritt Deutschlands aus dem Völkerbund unter gleichzeitigem Rückzug von der Genfer Abrüstungskonferenz verkündet, auf der Deutschland von den anderen europäischen Mächten noch eine Rüstungsparität angeboten worden war. Am 16. März 1935 verkündete das Deutsche Reich mit dem „Gesetz für den Aufbau der Wehrmacht“ die Wiedererlangung der Wehrhoheit, die Wiedereinführung der allgemeinen Wehrpflicht und das Ziel des Aufbaus eines Heeres von 550.000 Mann. Von nun ab wurde die Armee nur noch als „Wehrmacht“ bezeichnet, die Reichsmarine wurde wenig später in „Kriegsmarine“ umbenannt. Bereits am 11. März hatte Reichsluftfahrtminister Göring die Existenz einer deutschen Luftwaffe bekanntgegeben. Von den anderen Mächten wurden diese eklatanten Verletzungen des Versailler Vertrags weitgehend hingenommen, so schloss Großbritannien im Juni 1935 das deutsch-britische Flottenabkommen ab, das Deutschland eine Aufrüstung der Kriegsmarine auf 35 % der Royal Navy erlaubte. Im März 1936 führten deutsche Truppen unter Bruch der Verträge von Locarno die Wiederbesetzung des Rheinlands durch. Kurz darauf wurde mit der Einführung des Vierjahresplanes die Herstellung der Kriegsfähigkeit des Landes und der Wehrmacht binnen vier Jahren beschlossen. Im gleichen Jahr griffen deutsche Freiwillige der Legion Condor erstmals auf Seiten der spanischen Nationalisten in den Spanischen Bürgerkrieg ein.
Im Zuge der Blomberg-Fritsch-Krise setzte Hitler am 4. Februar 1938 Reichswehrminister Blomberg und den Oberbefehlshaber des Heeres Fritsch ab, löste das Kriegsministerium auf und übernahm auch den operativen Oberbefehl über das neugebildete Oberkommando der Wehrmacht (OKW), das sein persönlicher Generalstab wurde. Es war in der Spitzengliederung wie folgt besetzt:
- Oberkommando der Wehrmacht – Chef: Wilhelm Keitel (1938–1945)
  - Wehrmachtführungsamt (ab 1940 Wehrmachtführungsstab) – Chef: Alfred Jodl (1938–1945)
  - Amtsgruppe Allgemeines Wehrmachtamt – Chef: Hermann Reinecke (1939–1945)
  - Amtsgruppe Ausland/Abwehr
  - Wehrmacht-Zentralabteilung
  - Wehrwirtschafts- und Rüstungsamt
  - Justizdienststelle beim Chef OKW

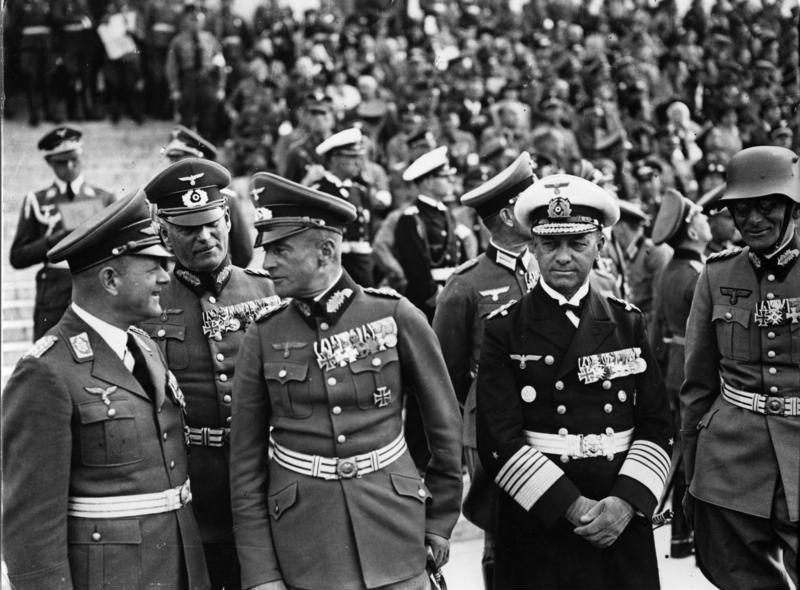
Reichsparteitag 1938, „Tag der Wehrmacht“: der Staatssekretär im Reichsluftfahrtministerium Erhard Milch, Keitel, Brauchitsch, Raeder und der Befehlshaber im Wehrkreis XIII/Nürnberg Maximilian von Weichs (v.l.n.r)

Die bereits zuvor bestehenden Oberkommandos der Teilstreitkräfte waren dem OKW weisungsgebunden, wahrten aber mit ihren angeschlossenen Stäben eine teilweise Selbständigkeit. Die Oberbefehlshaber und deren Stabschefs waren:
| Oberkommando des Heeres | Oberkommando der Marine | Oberkommando der Luftwaffe |
| --- | --- | --- |
| - Oberbefehlshaber des Heeres: - Werner von Fritsch (1934–1938) - Walther von Brauchitsch (1938–1941) - Adolf Hitler (1941–1945) - Chef des Generalstabs des Heeres: - Ludwig Beck (1935–1938) - Franz Halder (1938–1942) - Kurt Zeitzler (1942–1944) - Heinz Guderian (1944–1945) - Hans Krebs (1945) - Alfred Jodl (1945) | - Oberbefehlshaber der Kriegsmarine: - Erich Raeder (1935–1943) - Karl Dönitz (1943–1945) - Hans-Georg von Friedeburg (1945) - Chef des Stabes der Seekriegsleitung: - Günther Guse (1937–1938) - Otto Schniewind (1938–1941) - Kurt Fricke (1941–1943) - Wilhelm Meisel (1943–1945) | - Oberbefehlshaber der Luftwaffe: - Hermann Göring (1935–1945) - Robert Ritter von Greim (1945) - Chef des Generalstabs der Luftwaffe: - Walther Wever (1935–1936) - Albert Kesselring (1936–1937) - Hans-Jürgen Stumpff (1937–1939) - Hans Jeschonnek (1939–1943) - Günther Korten (1943–1944) - Werner Kreipe (1944) - Karl Koller (1944–1945) |

Auf die Einrichtung des OKW folgten der Anschluss Österreichs und des Sudetenlandes (1938), die Einverleibung der „Rest-Tschechei“ (1939) und schließlich die Entfesselung des Zweiten Weltkriegs durch den Überfall auf Polen.

## Bevölkerung

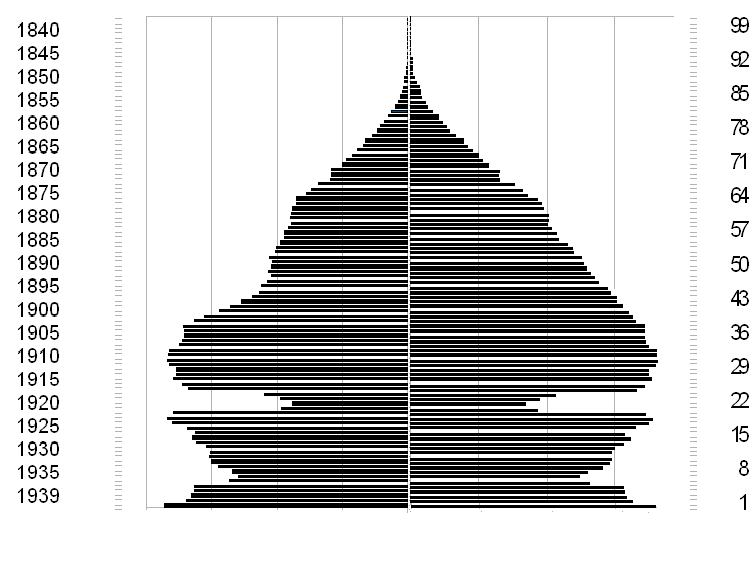
Alterspyramide 1939 (aus den Zahlen der nebenstehenden Tabelle); Männer links, Frauen rechts. Die starke Einschnürung beruht auf den schlechten Zeiten um und nach dem Ersten Weltkrieg (siehe u. a. Steckrübenwinter, Spanische Grippe und Deutsche Inflation 1914 bis 1923); bei den Männern vor dem Jahrgang 1900 fehlen die Gefallenen des Ersten Weltkrieges.

Einer Volkszählung zufolge lebten 1939 auf dem deutschen Reichsgebiet 79.375.281 Menschen, einschließlich der Mitarbeiter von Reichsarbeitsdienst (RAD) und Militär. Darunter fielen 38.761.645 (48,83 %) Männer und 40.613.636 (51,17 %) Frauen. Davon lebten in Großstädten 24.187.422 (30,47 %), in Gemeinden von 2.000 bis unter 100.000 Einwohnern 29.875.968 (37,64 %) und in Gemeinden von unter 2.000 Einwohnern 25.311.877 (31,89 %) Menschen. Das ehemalige Gebiet Preußens mit seinen zahlreichen Provinzen machte dabei den bei Weitem größten Bevölkerungsraum aus (40.941.155 Einwohner bzw. 51,58 %). Auf das zu diesem Zeitpunkt bereits „angeschlossene“ Österreich entfielen 6.881.457 Personen (8,67 %).

## Territorium

### Länder des „Altreichs“

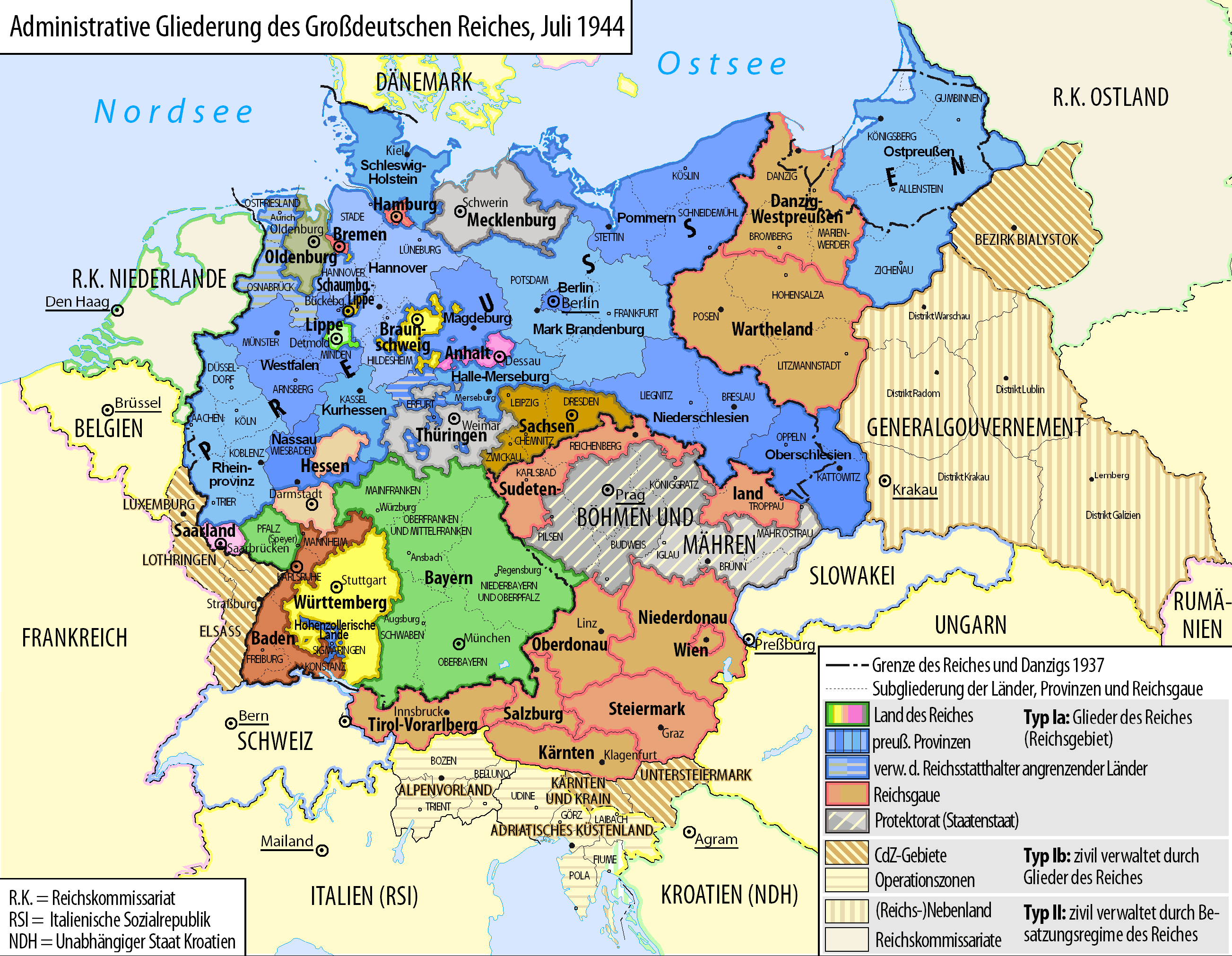
Großdeutsches Reich (Länder und Reichsgaue), Juli 1944

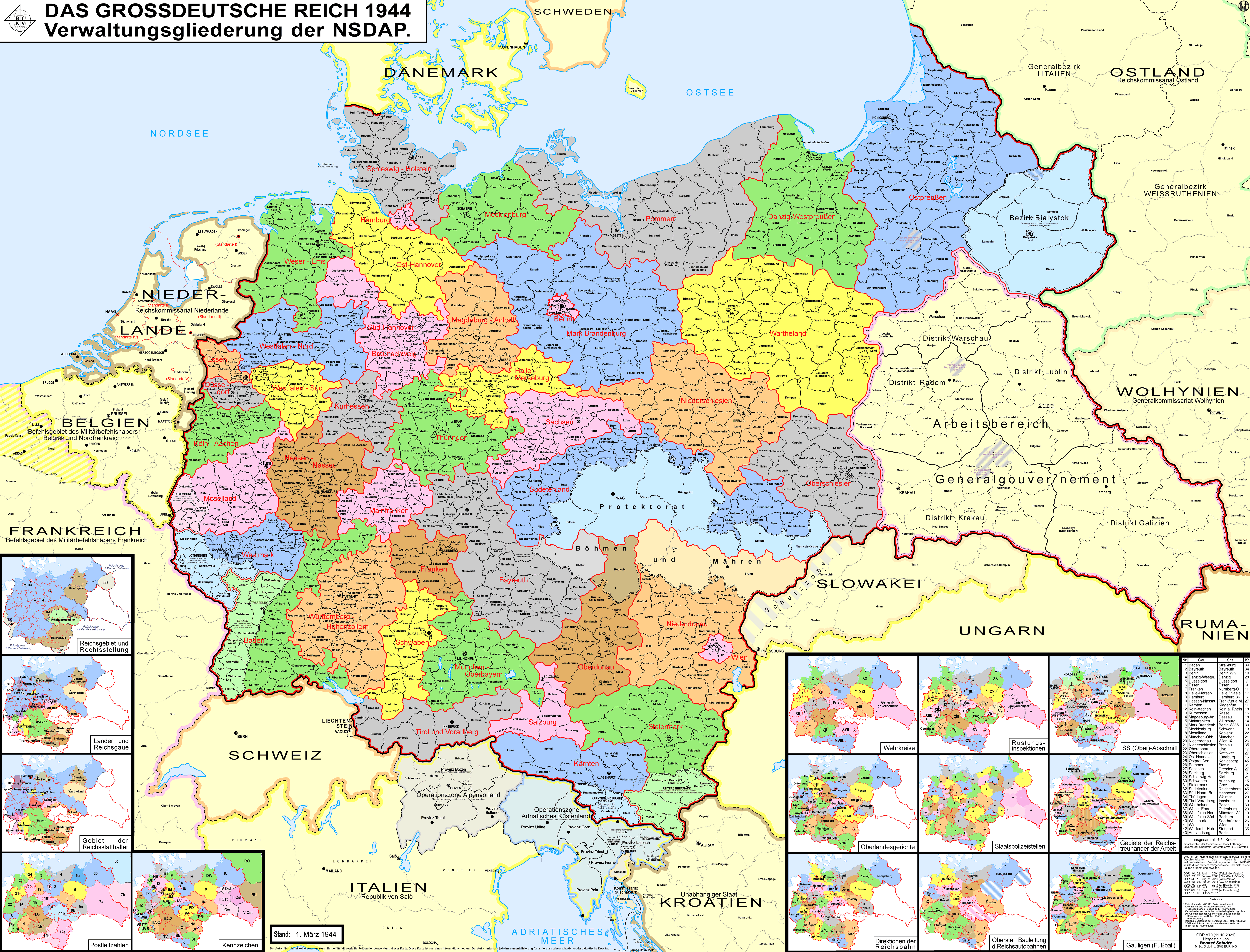
Verwaltungsgliederung des Großdeutschen Reiches (1. März 1944)

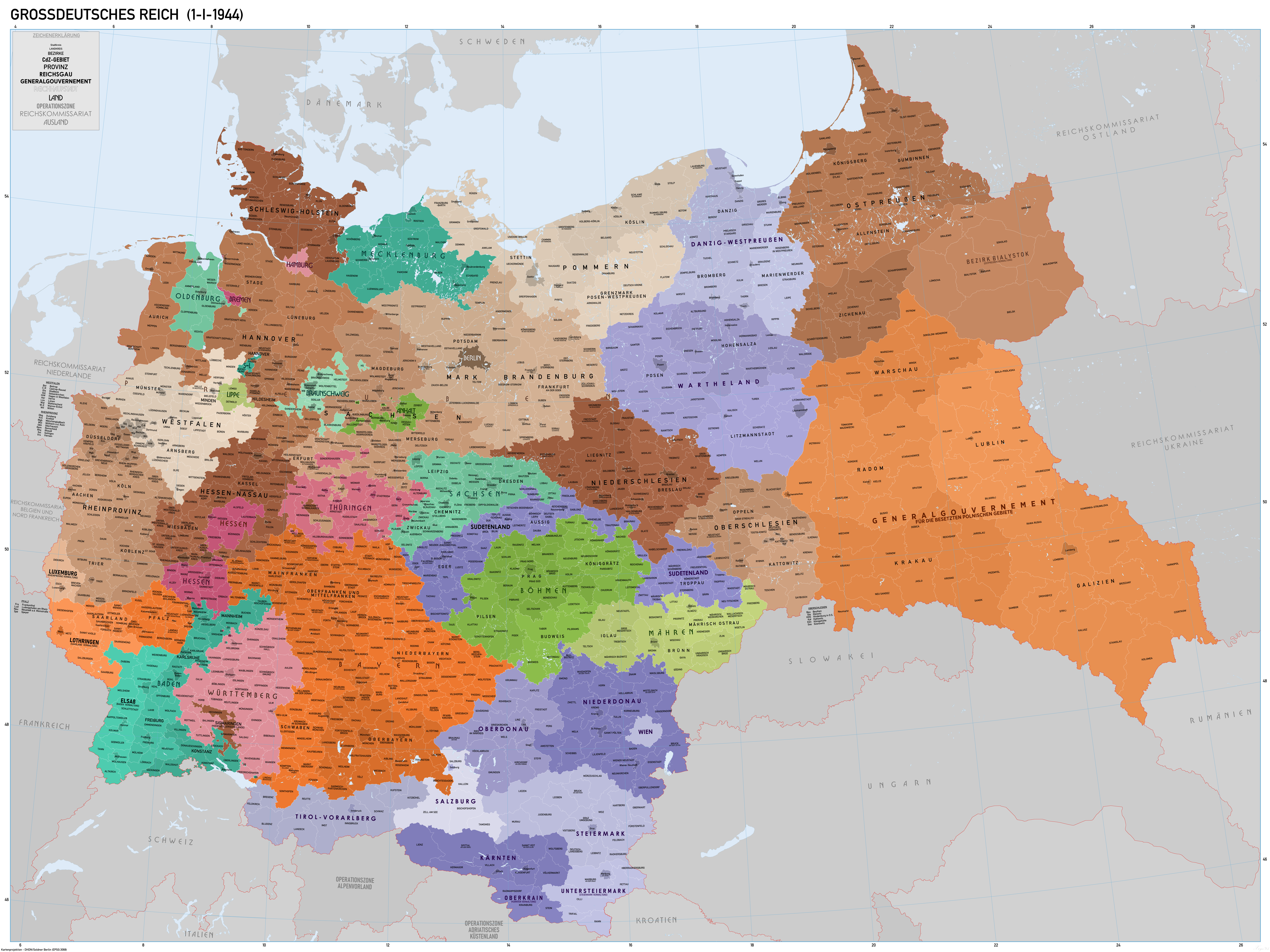
Verwaltungskarte (1. Januar 1944)

Das 1871 gegründete Kaiserreich war ein Bundesstaat aus 22 monarchischen Staaten, drei republikanischen Stadtstaaten und dem Reichsland Elsaß-Lothringen gewesen. In der Weimarer Republik bestand das Deutsche Reich aus 18 Ländern. Der NS-Staat behielt die Gliederung in Länder zwar bei, reduzierte deren Aufgaben jedoch auf die ausführender Organe der zentralen Reichsministerien und -behörden. Den Ministerpräsidenten der Länder wurden Reichsstatthalter übergeordnet. Neben die Länder traten die Gaue der NSDAP als konkurrierende Einheiten.
Der Freistaat Preußen blieb auch in der NS-Zeit das größte Land des Reiches. Seine Verwaltungsstrukturen waren aber schon 1932 durch den Preußenschlag der Regierung Papen stark geschwächt worden. Mit der Gleichschaltung Preußens verloren seine zentralen Institutionen 1933 weiter an Bedeutung und traten gegenüber denen der Reichsregierung und Oberpräsidien der preußischen Provinzen in den Hintergrund. In manchen Provinzen wurde das Amt des Oberpräsidenten vom jeweiligen NSDAP-Gauleiter bekleidet, wie etwa in Ostpreußen von Erich Koch. Der Reichsstatthalter von Preußen war Hitler selbst, der jedoch seine diesbezüglichen Befugnisse an den preußischen Ministerpräsidenten Hermann Göring übertrug.
Weitere Länder mit eigenem Reichsstatthalter waren:
- Baden
- Bayern
- Hamburg
- Hessen
- Sachsen
- Thüringen
- Württemberg

Länder, die mit anderen von einem gemeinsamen Reichsstatthalter regiert wurden, waren:
- Anhalt und Braunschweig
- Bremen und Oldenburg
- Lippe und Schaumburg-Lippe
- Lübeck (1937 Preußen angegliedert) und Mecklenburg (ab 1934 aus Mecklenburg-Schwerin und Mecklenburg-Strelitz)

### Vergrößerung des Reichsgebiets
Bereits vor 1939 erweiterte das NS-Regime das Reichsgebiet schrittweise durch die Eingliederung des Saargebiets (1935), Österreichs und des Sudetenlandes 1938. Dort wurden im Folgejahr Reichsgaue unter einem oder mehreren Reichsstatthaltern gebildet, die später auch im übrigen Reich eingerichtet werden sollten. Bis auf die Angliederung des Saargebiets erfolgten alle territorialen Zugewinne unter Gewaltandrohung.
Mit der Zerschlagung der Tschechoslowakei im März 1939 dehnte sich das Reich erstmals auf Territorien aus, die mehrheitlich nicht von Deutschen besiedelt waren. Damit verlor es seinen Charakter als Nationalstaat. Das Reichsgebiet umfasste seit 1939 das Protektorat Böhmen und Mähren, die eroberten CdZ-Gebiete waren als „Gebiete des Großdeutschen Reiches“ vorgesehen. Nach Auskunft des Generalgouverneurs Hans Frank hatte Hitler wohl schon im Herbst 1939 beschlossen, auch das Generalgouvernement, in welchem er ein Landarbeiterreservat für das Reich sah, zu einem Teil des Großdeutschen Reiches zu machen. Allerdings, so vermutet der Historiker Martin Broszat, wollte Hitler den Rechtsstatus zugleich ungeklärt lassen, um das Generalgouvernement außerhalb völkerrechtlicher und reichsrechtlicher Verbindlichkeiten zu belassen. Hitler akzeptierte im Sommer 1940 die von Frank entwickelte Theorie vom „Nebenland des Reiches“. Bei der amtlichen Bezeichnung des Generalgouvernements wurde zwar der Zusatz „für die besetzten polnischen Gebiete“ fortgelassen. Aber das Generalgouvernement erhielt nicht den Status eines Protektorats, sondern wurde „ein zum Zwecke möglichst rechtsunverbindlicher Herrschaft ad-hoc konstruiertes reichs-exterritoriales deutsches ‚Nebenland‘ ohne Staatseigenschaft mit staatenlosen Einwohnern polnischer Volkszugehörigkeit.“ Nach dem polnischen Historiker Tomasz Szarota zeigt sich in den von Frank zitierten Äußerungen Hitlers eine „Tendenz zur Annektierung expressis verbis“, gleichwohl unter dem Aspekt der völkerrechtlichen Angliederung durch das Deutsche Reich „schon am Vorliegen einer wirklichen Inkorporationshandlung einige Zweifel bestehen“. Wie im NS-System üblich, fand die nationalsozialistische Staatsrechts- und Völkerrechtslehre keine Begriffe, um das neue Gebilde Generalgouvernement zu beschreiben. So lässt sich dessen staatsrechtliche Stellung, so Diemut Majer, „nur vom Faktischen unter Berücksichtigung der politischen Zielsetzung erklären“. Hierbei zeigt sich, dass das Generalgouvernement „trotz der weitgehenden Verwaltungs- und Rechtssetzungsautonomie grundsätzlich als Bestandteil des Reiches, als Reichsgebiet, betrachtet wurde“. In der Praxis wurden allerdings zahlreiche Ausnahmen gemacht, wenn sich dadurch eine sonderrechtliche Behandlung „Fremdvölkischer“ besser durchsetzen ließ. Zugleich war das Generalgouvernement dazu bestimmt, die „erste Kolonie des Reiches“ zu werden, was sich in einer „Politik der ökonomischen Ausbeutung, der kulturellen Niederhaltung der Polen und der Vernichtung ihrer Intelligenz“ niederschlug.

#### Vor Kriegsbeginn eingegliedert
- Das nach dem Ersten Weltkrieg unter französischer Verwaltung stehende Saargebiet wurde nach Auslaufen der im Versailler Vertrag gesetzten Frist und einer Volksabstimmung am 1. März 1935 als „Saarland“ ins Reich eingegliedert.
- Der „Anschluss“ des österreichischen Staates an das nationalsozialistische Deutschland wurde unter Androhung von Gewalt mit dem Einmarsch der Wehrmacht am 12. März 1938 begonnen.

Durch politische Erpressung oder mit militärischer Drohung wurde außerdem die Abtretung einiger Gebiete erzwungen:
- Die Tschechoslowakei musste die sudetendeutschen Gebiete nach dem Münchner Abkommen am 10. Oktober 1938 an das Reich abtreten.
- Das Memelgebiet wurde nach einem deutschen Ultimatum an Litauen im deutsch-litauischen Staatsvertrag vom 22. März 1939 an Deutschland abgetreten.[31]

Diese vor dem Zweiten Weltkrieg vorgenommenen Angliederungen wurden staatsrechtlich wirksam.
Die Slowakei musste sich von der Tschecho-Slowakischen Republik unabhängig erklären (14. März 1939), erhielt eine beschränkte Selbständigkeit und den Satellitenstatus eines deutschen Verbündeten.

Nach der „Zerschlagung der Rest-Tschechei“ am 15. März 1939 wurde dem Protektorat Böhmen und Mähren eine scheinbare Autonomie unter der Aufsicht eines deutschen Reichsprotektors zugebilligt; es galt als Bestandteil des Reiches, das auch die höchste Regierungsgewalt hatte. Die Bildung dieses Protektorats brach einen internationalen Vertrag und war damit ebenso wie die folgenden, durch militärische Eroberungen erreichten Erweiterungen des deutschen Hoheitsgebietes völkerrechtlich unwirksam.

#### Im Verlauf des Krieges eingegliedert

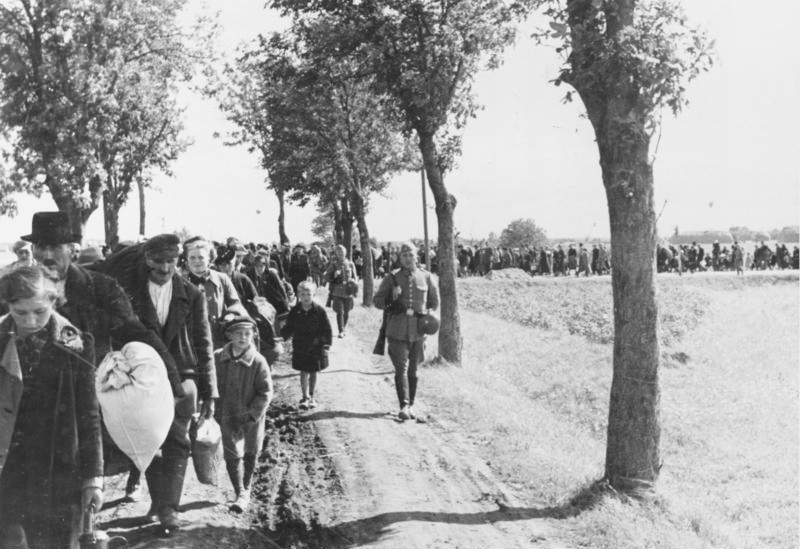
Vertreibung von Polen aus dem Wartheland, 1939

Das deutsche Reichsgebiet wurde nach dem Polenfeldzug vom Herbst 1939 über die Rückgliederung der im Friedensvertrag von Versailles an Polen abgetretenen Gebiete hinaus erweitert:
- Danzig-Westpreußen mit dem Danziger Korridor wurde zum Reichsgau.
- Das Wartheland (Posen bis Łódź) wurde als Reichsgau aus dem Großteil der früheren preußischen Provinz Posen und weiteren angrenzenden polnischen Gebieten geschaffen.
- Der Regierungsbezirk Zichenau wurde Ostpreußen zugeschlagen;
- der Landkreis Sudauen und
- Ostoberschlesien mit dem Olsagebiet (früher Österreichisch-Schlesien) und damit das gesamte Industrierevier kamen zu Preußen.
- Die übrigen Teile des in den nationalsozialistischen Machtbereich gelangten polnischen Staatsgebietes wurden als „Generalgouvernement für die besetzten polnischen Gebiete“ mit den Distrikten Krakau, Lublin, Radom und Warschau von einer Hitler direkt unterstellten Regierung verwaltet und im Zuge des Deutsch-Sowjetischen Krieges eingegliedert.

Die eingegliederten Gebiete Polens waren doppelt so groß wie diejenigen, die 1919 abgetreten wurden, und verschoben die Reichsgrenze um 150 bis 200 km nach Osten.

#### Besetztes Staatsgebiet unter deutscher Zivilverwaltung
Viele von deutschen Streitkräften besetzte Staaten konnten eigene Regierungen behalten, wie es die Haager Landkriegsordnung vorsieht, aber nicht alle. Nach dem Westfeldzug 1940 wurden in einigen besetzten Gebieten zivile Behörden eingerichtet, die einem „Chef der Zivilverwaltung“ (CdZ) unterstanden, der seinerseits deutschen Reichsstellen verantwortlich war.
- Eupen-Malmedy, das 1919 an Belgien abgetreten worden war, wurde sofort annektiert, dabei jedoch um Gemeinden vergrößert, die vor 1920 nicht zum Deutschen Reich gehört hatten.[33]

Weitere Gebiete im Westen wurden de facto dem deutschen Staat eingegliedert, aber in keinem Fall formell annektiert. Sie wurden von den Gauleitern der angrenzenden Reichsgebiete mitverwaltet:
- Lothringen,
- Elsass,
- Luxemburg.

In ihnen wurde eine „Eindeutschungspolitik“ betrieben.
Nach dem Balkanfeldzug 1941 wurde das Königreich Jugoslawien in drei Separatstaaten (Kroatien, Serbien, Montenegro) aufgeteilt. Zwei Drittel von Slowenien wurden unter die CdZ-Verwaltung des Kärntner Gauleiters gestellt und de facto eingegliedert:
- Südkärnten und Krain;
- Untersteiermark.

Nach dem Russlandfeldzug 1941 wurden weitere Gebiete einer deutschen Zivilverwaltung unterstellt:
- Distrikt Galizien mit Lemberg unter die Verwaltung des Generalgouvernements,
- Bezirk Bialystok

#### Besetztes Staatsgebiet unter Kriegsrecht
Nach dem Waffenstillstand Italiens mit den Alliierten im September 1943 okkupierte Deutschland auch Italien, und Benito Mussolini richtete in Oberitalien die Italienische Sozialrepublik (RSI) als faschistischen Satellitenstaat ein. Hier und im italienisch besetzten Jugoslawien übten die Wehrmacht, die unter die Führung der SS des Reichsgebiets gestellte Polizei und eine deutsch-italienische Zivilverwaltung in zwei Gebieten die Macht aus:
- „Operationszone Alpenvorland“, zu der die Provinzen Bozen (Südtirol), Trient und Belluno gehörten;
- „Operationszone Adriatisches Küstenland“, ein Gebiet etwa von Udine bis Laibach.

Diese Operationszonen, deren Grenzen sich nicht an Staatsgrenzen orientierten, sondern an militärischen Erfordernissen, wurden durch die SS-Herrschaft und die Zivilverwaltung vom italienisch regierten Territorium getrennt, das weiterhin formell unter der Souveränität der RSI verblieb. In ihnen wurde weitgehend deutsches Recht und die deutsche Amtssprache eingeführt. Eine deutsch-italienische Zivilverwaltung war sogenannten „zivilen Beratern“ mit der offiziellen Bezeichnung Oberster Kommissar unterstellt, die sich nach persönlichen Weisungen Hitlers an die Leiter der benachbarten Reichsgaue Tirol-Vorarlberg und Kärnten Franz Hofer und Friedrich Rainer zu richten hatten. Deren Zuständigkeit erstreckte sich auch auf den 1941 von Italien besetzten Teil Sloweniens. Diese persönlichen Vollmachten bedingten eine grundsätzliche Rechtsunsicherheit der Bevölkerung in den Gebieten der Zivilverwaltung.

### Gebiete ohne Autonomie im deutschen Herrschaftsbereich
Dem Reich angegliedert, aber nicht annektiert, waren auch zwei riesige „Reichsprovinzen“ unter deutscher Zivilverwaltung, die Reichskommissariate Ostland (baltische Staaten und Weißrussland) und Ukraine.

### Geplante Erweiterungen
Wie weit das NS-Regime seine Eroberungsziele steckte, ist in der Forschung umstritten. Eberhard Jäckel argumentiert in Anlehnung an Hugh Trevor-Roper, Hitler habe im Wesentlichen Lebensraum im Osten erobern wollen, das heißt im europäischen Russland. Der unter der Ägide des Reichsführers SS Heinrich Himmler bis 1942 erstellte Generalplan Ost sah bereits ein neues Bodenrecht und in einem auf 25 Jahre angelegten Plan eine Besiedlung des eroberten Gebiets mit vier Millionen „germanischstämmigen“ Siedlern im „Ingermanland“ um Leningrad, im „Gotengau“ auf der Krim und im Gebiet um Cherson sowie im Einzugsbereich der Flüsse Memel und Narew vor.
Dieser „kontinentalistischen“ Interpretation der nationalsozialistischen Eroberungspläne, der sich unter anderem Hans-Adolf Jacobsen und Dietrich Aigner anschlossen, wurde von verschiedener Seite widersprochen. So entfaltete das nationalsozialistische Deutschland verschiedenste Aktivitäten zur Wiedergewinnung von Kolonien, namentlich in Afrika. Wie ernst diese revisionistischen Überlegungen waren, ist in der Forschung ebenfalls umstritten. Durch das Bündnis mit Japan verzichtete das Deutsche Reich auf die ostasiatischen Kolonien der besetzten Niederlande und Frankreichs. Die bereits ab 1941 eingeschränkte Ambition zur Wiedergewinnung eines Kolonialreichs in Afrika wurde Anfang 1943 eingestellt. Auch mit Blick auf diese Afrikapläne argumentieren viele Historiker, Hitler habe letztlich die Weltherrschaft angestrebt.

### Geografisch-politische Lage
Das Deutsche Reich hatte zur Zeit seiner größten Ausdehnung 1942 (neben der Kriegsfront zur Sowjetunion) zehn Nachbarstaaten: Im Norden grenzte es an Dänemark (67 Kilometer Grenzstrecke), im Südosten an die Erste Slowakische Republik sowie Ungarn und Kroatien, im Süden an Italien, Fürstentum Liechtenstein (35 Kilometer) und die Schweiz (550 Kilometer), im Südwesten an Frankreich (392 Kilometer), im Westen an Belgien (221 Kilometer) und im Nordwesten an die Niederlande (567 Kilometer).
Von diesen Staaten waren alle außer Italien, Liechtenstein und der Schweiz von deutschen Truppen besetzt bzw. wie die Slowakei zum Vasallenstaat gemacht worden.

## Ende des NS-Staats

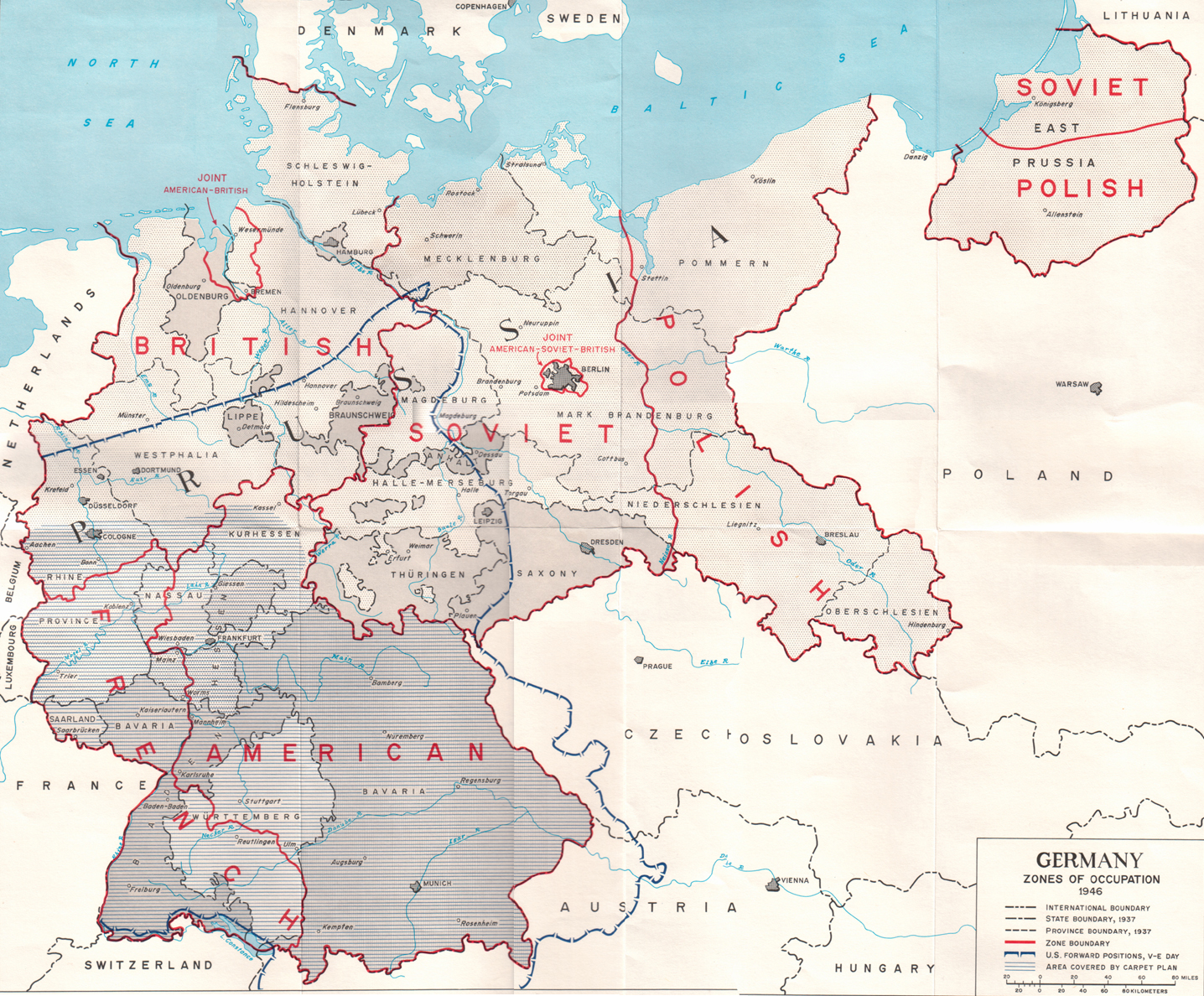
Karte der alliierten Besatzungszonen in Deutschland 1945 (Quelle: US-Army)

Bereits vor ihrem Sieg über Deutschland hatten die USA, Großbritannien und die Sowjetunion alle Gebietserweiterungen des Reichs seit 1938 für nichtig erklärt. Die Westverschiebung Polens, im Wesentlichen auf Kosten der deutschen Ostgebiete, war seit der Konferenz von Teheran 1943 im Grundsatz beschlossen. Auf der Konferenz von Jalta gestanden die drei Mächte im Februar 1945 auch Frankreich den Status als Siegermacht zu und entschieden, Deutschland nach Kriegsende in vier Besatzungszonen und Berlin in vier Sektoren aufzuteilen. Weitergehende Pläne, Deutschland dauerhaft in mehrere Staaten aufzuteilen, wurden schon im Frühjahr 1945 fallen gelassen.
Die militärische Niederlage und vollständige Besetzung Deutschlands beendete die Herrschaft der NSDAP. Auch die aufs engste mit der Partei verflochtene staatliche Verwaltung hörte weitgehend auf zu funktionieren. Deutsche Amtsträger konnten nach der Besetzung nur mit Duldung oder nach Ernennung durch die jeweilige Besatzungsmacht tätig werden. Der von Hitler testamentarisch als Reichspräsident eingesetzte Großadmiral Karl Dönitz und seine Regierung hatten noch Zugriff auf die deutschen Truppen, nicht aber auf zivile Behörden. Nachdem sie die bedingungslose Kapitulation der Wehrmacht vom 7./8. Mai 1945 unterzeichnet hatte, gestanden die Alliierten ihr keinerlei hoheitliche Aufgaben mehr zu. Vielmehr wurde die Regierung am 23. Mai 1945 für abgesetzt erklärt und verhaftet. Mit der Berliner Erklärung vom 5. Juni 1945 proklamierten die Alliierten auf Basis des Artikels 4 der Kapitulationsurkunde die Übernahme der „obersten Regierungsgewalt in Deutschland“. Oberstes Organ des Besatzungsregimes und Träger der deutschen Staatsgewalt wurde der Alliierte Kontrollrat.

## Bezeichnungen für den NS-Staat
Neben dem Begriff NS-Staat verwenden heutige Wissenschaftler Bezeichnungen wie NS-Diktatur, NS-Regime und weiterhin auch „Drittes Reich“, letzteres meist in Anführungsstrichen, um den ursprünglich propagandistischen Charakter dieses Begriffs hervorzuheben. Um das politische System des nationalsozialistischen Deutschland zu betonen, wird es oft als „Führerstaat“ bezeichnet. Marxistische Historiker in der früheren DDR und in Westdeutschland nutzten in diesem Fall Begriffe wie „deutscher Faschismus“ oder „faschistische Diktatur“. In der Umgangssprache sind Benennungen wie „Nazi-Deutschland“, „Hitlerdeutschland“ oder ähnliche Komposita üblich.

### Amtliche Bezeichnungen
Die zeitgenössische amtliche Bezeichnung des deutschen Nationalstaats für die Zeit von 1871 bis 1945 war Deutsches Reich. Sie wird für diesen Zeitabschnitt auch heute noch in den Staatswissenschaften verwendet.

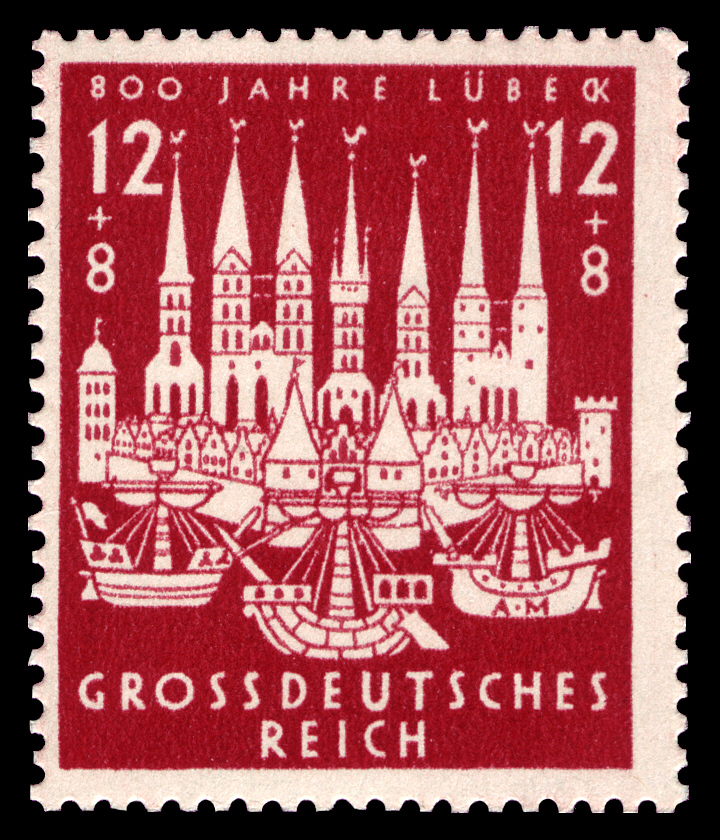
„800 Jahre Lübeck“: Die erste offizielle deutsche Briefmarke mit dem Aufdruck Grossdeutsches Reich vom 24. Oktober 1943

Nach dem „Anschluss“ Österreichs im März 1938 war zeitweilig die Bezeichnung Großdeutsches Reich offiziell in Gebrauch, so auch im Reichsgesetzblatt. Ein Erlass des Reichsministers und Chefs der Reichskanzlei, Hans Heinrich Lammers, vom 26. Juni 1943 an die obersten Reichsbehörden und die Hitler unmittelbar unterstellten Dienststellen machte die bis dahin inoffizielle Sprachregelung verbindlich. Mit dem auch umgangssprachlich verwendeten Begriff Großdeutschland beanspruchte das NS-Regime, die 1848 erwogene großdeutsche Lösung erreicht zu haben, die Einbeziehung der Deutschen in der Habsburgermonarchie in einen einheitlichen Nationalstaat. Zudem deutete er expansive Absichten an: Die nationalsozialistischen Europapläne sahen vor, weitere Länder, etwa Norwegen, Dänemark, die Niederlande und Belgien, in ein neu zu schaffendes „Großgermanisches Reich“ einzugliedern.
Gleichfalls seit dem Anschluss Österreichs bezeichneten die Behörden das ursprüngliche deutsche Staatsgebiet, das so genannte Deutschland in den Grenzen von 1937, als Altreich. Die Unterscheidung war erforderlich, da für alle neu eingegliederten oder unter deutsche Besatzungsverwaltung gestellten Gebiete Gesetze erlassen und Verwaltungsverfahren geschaffen wurden, die sich von denen des Altreichs unterschieden. Dazu zählten neben Österreich u. a. auch das Sudetenland, das Memelland und die Freie Stadt Danzig, die alle 1938 und 1939 annektiert wurden.

### Propagandistische Bezeichnungen
Bereits vor 1933 war der Begriff Reich zum Kampfbegriff der Rechten und der Monarchisten gegen die demokratische Republik geworden. Das dritte Reich, wie ein 1923 veröffentlichtes Buch von Arthur Moeller van den Bruck hieß, bezog sich auf die Tradition des ersten, des Heiligen Römischen Reichs Deutscher Nation, und des zweiten, des kleindeutschen Deutschen Kaiserreichs; er meinte damit ein großdeutsches Reich.
Die Idee eines „Dritten Reiches“ lässt sich bis ins 12. Jahrhundert zurückverfolgen. Der italienische Theologe Joachim von Fiore hatte seinerzeit ein drittes, tausendjähriges Zeitalter des Heiligen Geistes prophezeit, das auf die beiden Zeitalter Gottes und Jesu Christi folgen würde. Die Nationalsozialisten griffen das Schlagwort auf, weil es ihre Bestrebungen zu bündeln schien. Hitler versuchte des Öfteren, den Mythos der „tausend Jahre“ für seine Herrschaft zu vereinnahmen. Später kamen ihm zum Begriff „Drittes Reich“ Bedenken. Man hätte über ein weiteres, ein viertes Reich spekulieren und die Kontinuität des Reiches der Deutschen in Frage stellen können. Im Juli 1939 verbot Propagandaminister Joseph Goebbels die Verwendung des Begriffs „Drittes Reich“.

## Historisch-politologische Deutung
Der Charakter des NS-Staats wird von Historikern und Politikwissenschaftlern bis heute unterschiedlich gedeutet. Konsens besteht jedoch darüber, dass es sich um eine außergewöhnlich gewalttätige, verbrecherische Diktatur handelte. Selbstdeutungen des NS-Staates wie „germanische Demokratie“ spielen im wissenschaftlichen Diskurs der Gegenwart keine Rolle.
Von Marxisten wurde der NS-Staat als faschistisch und somit als Klassenherrschaft der Bourgeoisie gedeutet. Ihre kanonische Formulierung fand diese Annahme in der sogenannten Dimitroff-These von 1933, wonach der Faschismus als „terroristische Diktatur der am meisten reaktionären, chauvinistischen und imperialistischen Elemente des Finanzkapitals“ definiert wurde. Sie lag den geschichtswissenschaftlichen Analysen von Forschern aus der DDR und den anderen Ostblockstaaten zugrunde, wo sie mitunter zur Agententheorie verkürzt wurden: Demnach wären Hitler und die anderen Nationalsozialisten bloße Agenten oder Marionetten der eigentlich herrschenden Kapitalistenklasse gewesen.
Im Westen wurde demgegenüber von führenden Wissenschaftlern lange die Totalitarismusthese vertreten: Demnach war der Nationalsozialismus ebenso wie der Stalinismus in der Sowjetunion eine Herrschaftsform, die durch eine allumfassende, keinen Widerspruch zulassende Ideologie, eine hierarchisch organisierte Massenpartei, einen Terrorapparat, ein staatliches Monopol an Kommunikationsmitteln und Waffen sowie eine zentrale Lenkung der Wirtschaft gekennzeichnet sei. Der NS-Staat wurde dabei als „monolithischer Führerstaat“ beschrieben, in dem widerspruchsfrei von oben nach unten durchregiert wurde. Diese Position war, ähnlich wie die Anwendung des Faschismusbegriffs von Seiten des Ostblocks, deutlich zweckgerichtet in der Auseinandersetzung des Kalten Kriegs. Nach dessen Ende wird der Totalitarismusbegriff heute in differenzierter Form von Forschern wie zum Beispiel von Uwe Backes und Eckhard Jesse von François Furet und Ernst Nolte oder von Hans-Ulrich Wehler verwendet. Der Historiker Wolfgang Wippermann dagegen lehnt ihn strikt ab, weil die ihm inhärente Gleichsetzung mit anderen Diktaturen „die Singularität des Holocaust in Frage stellt und auch in Frage stellen soll“.
Bereits in den frühen 1940er Jahren hatten zwei deutsche Exilanten in den USA den NS-Staat allerdings mit jeweils unterschiedlicher Schwerpunktsetzung als deutlich heterogener beschrieben, als der Topos vom monolithischen Führerstaat glauben machte: Ernst Fraenkel legte 1940/41 sein Buch Der Doppelstaat vor, in dem er die Janusköpfigkeit des NS-Staats herausarbeitete: Der Normenstaat der herkömmlichen, bürokratisch arbeitenden Behörden und Ministerien sei gekennzeichnet durch Rechtsnormen, die grundsätzlich auf Berechenbarkeit angelegt seien und der Aufrechterhaltung der privatkapitalistischen Wirtschaftsordnung dienten. Hier gälten wie in jedem ordentlichen Staat Gesetze, Gerichtsentscheidungen und Verwaltungsakte. Demgegenüber sei der Maßnahmenstaat durch die neu geschaffenen Organisationen der NSDAP geprägt und folge nicht dem Recht, sondern ausschließlich situativen Nützlichkeitserwägungen. Beide zusammen bildeten eine „Symbiose zwischen Kapitalismus und Nationalsozialismus“; im Konfliktfall setze sich aber immer der Maßnahmenstaat durch. Die Judenverfolgung sei dafür das zentrale Beispiel. 1944 beschrieb Franz Neumann in seinem Werk Behemoth den NS-Staat als einen „Unstaat“: Es sei im Grunde nur eine Allianz wechselseitig voneinander abhängiger Machtblöcke, nämlich der NSDAP mit ihren Einzelorganisationen, der Großwirtschaft und der Reichswehr. Ab 1936 sei noch die SS bzw. die Gestapo dazu gekommen. Diese Allianz sei durchaus nicht stabil, vielmehr würden sich die Machtgewichte verschieben und zwar tendenziell zugunsten der SS.
Dieser Ansatz erwies sich in den 1960er und 1970er Jahren als fruchtbar: Martin Broszat, Reinhard Bollmus, Peter Hüttenberger und andere entwickelten daraus die Deutung des NS-Staates als einer Polykratie: In allen Politikfeldern habe es Institutionen mit sich überschneidenden Zuständigkeiten gegeben, die miteinander um Gestaltungsmöglichkeiten konkurriert hätten: Das Amt Rosenberg, die NSDAP/AO, die Dienststelle Ribbentrop und das Auswärtige Amt in der Außenpolitik, die Schulbehörden und die Hitlerjugend in der Beeinflussung der Jugend, das Reichswirtschaftsministerium, die Reichsbank unter Hjalmar Schacht und die Vierjahresplanbehörde in der Wirtschaftspolitik, die Wehrmacht und die Waffen-SS als Streitkräfte usw. Die ständigen Gegensätze und Streitereien zwischen diesen Institutionen habe dann zu der destruktiven Radikalisierung der nationalsozialistischen Politik hin zu Krieg und Holocaust geführt, die sich somit funktionalistisch aus der Eigendynamik der anarchischen Ämterrivalität und ohne Berücksichtigung von Hitlers „Programm“, wie er es in Mein Kampf formuliert hatte, erklären ließen. Ihm wird in diesem Ansatz nur die Rolle eines Propagandisten, eines Repräsentanten des Gesamtsystems bzw. eines Schiedsrichters zugewiesen. Hans Mommsen spitzte 1971 diesen Ansatz in dem vielzitierten Bonmot zu, Hitler sei letztlich „ein schwacher Diktator“ gewesen, „entscheidungsunwillig“ und „häufig unsicher“.
Anstelle der vormaligen Forschungsstreitfrage, ob sich das NS-Herrschaftssystem besser als Monokratie oder als Polykratie fassen lasse, erkannte Magnus Brechtken „die dialektisch-komplementäre Wirklichkeit“: eine bewusst polykratische Herrschaft mit der monokratisch integrierenden Führungsfigur Hitler an der Spitze. Die Installation von immer neuen Sonderbehörden und „Beauftragten des Führers“, deren Macht allein auf dem Treueverhältnis zu ihm beruhte, habe „eine sozialdarwinistisch konkurrierende Kompetenzpolykratie“ geschaffen, die sowohl Hitlers Vorstellung vom ständigen Durchsetzungskampf entsprochen habe als auch seine Position als letzte Entscheidungsinstanz mit ausschlaggebendem Zugriff, wo immer er ihn für nötig hielt, gestärkt habe.
Sozialwissenschaftler wie Ralf Dahrendorf, David Schoenbaum und Rainer Zitelmann deuteten seit den 1960er Jahren den NS-Staat zumindest in seiner Wirkung als modernisierend: Wie der italienische Faschismus habe es sich um eine Entwicklungsdiktatur gehandelt. Der NS-Staat habe langjährige Traditionsfaktoren der deutschen Geschichte wie Adel und Kirche ausgeschaltet, sei technikaffin gewesen, habe die deutsche Klassengesellschaft überwunden und die soziale Mobilität für alle Schichten erhöht. Insofern könne man davon sprechen, dass im NS-Staat eine soziale Revolution stattgefunden habe. Angesichts der antimodernen Zielsetzung des NS-Staates spricht Hans-Ulrich Thamer von der „Doppelrevolution des Nationalsozialismus“: eine „Revolution der Zwecke“ sei klar gegen die bürgerlich-industrielle Welt gerichtet gewesen, habe aber verwirklicht werden sollen durch eine „Revolution der Mittel“, die „einen bürgerlichen und industriellen Charakter hatte und die aufgehaltene Modernisierung der deutschen Gesellschaft wider Willen fortsetzte“.
Diese Deutung stieß auf entschiedenen Widerspruch. Wolfgang Wippermann und Michael Burleigh charakterisieren den NS-Staat in ihrem 1991 erschienenen gemeinsamen Werk als „Rasse-Staat“: Alle seine Maßnahmen inklusive der scheinbar modernen oder revolutionären wie etwa die Verbesserung des Mutterschutzes hätten nur dem Ziel gedient, eine „barbarische Utopie“ zu verwirklichen: Die Ausrottung der Juden und die Erschaffung einer hierarchisch geordneten Gesellschaft, an deren Spitze erbgesunde Arier stehen sollten, sei, auch wenn es nie erreicht wurde, das programmatische Ziel des NS-Staats gewesen. Insofern habe Hitler als derjenige, der dieses Ziel verbindlich formulierte, durchaus keine untergeordnete oder schwache Rolle gespielt. Weil der NS-Staat anstrebte, eine Rassen- statt einer Klassengesellschaft zu werden, seien Deutungen als Faschismus, Totalitarismus oder Modernisierungsdiktatur ohne nennenswerten Erkenntniswert. Auch Wolfgang Benz glaubt, dass „der Antisemitismus, der die Rassenkonstrukte des 19. Jahrhunderts übernahm“, für den Nationalsozialismus konstitutive Bedeutung hatte.
Hans-Ulrich Wehler beschreibt den NS-Staat als „Führerabsolutismus“, in dem der charismatische Herrscher Hitler das unbestrittene Recht zur letztinstanzlichen Entscheidung in allen Streitfragen innegehabt habe. Diese „Monokratie“ stehe keineswegs im Widerspruch zu der oben beschriebenen Polykratie der untergeordneten Instanzen, sondern diese sei nachgerade ihre Gelingensbedingung: Im Sinne seines Sozialdarwinismus habe Hitler seine Satrapen solange streiten lassen, bis sich der Stärkste durchgesetzt habe. Dieses Ergebnis habe er nur noch sanktionieren müssen, ohne sich selbst in die Streitereien einmischen und Widerspruch auf sich ziehen zu müssen. Dadurch habe er seinen Nimbus als „außeralltäglicher Sendbote“ behalten können, der ihm die Zustimmung der großen Mehrheit der Deutschen gesichert habe.
Auf den großen Konsens in der Bevölkerung, der das Regime trug, hebt auch Götz Aly in seinem Werk Hitlers Volksstaat ab. Für ihn war der NS-Staat eine „Gefälligkeitsdiktatur“, die sich das Wohlwollen der Gesellschaft durch Überwindung der Massenarbeitslosigkeit, vor allem aber durch Umverteilung arisierter jüdischer Vermögen und nach 1939 durch rücksichtslose Ausbeutung der im Weltkrieg besetzten Gebiete sicherte.

## Film
- Michael Kloft: „12 Jahre, 3 Monate, 9 Tage“ – Die Jahreschronik des Dritten Reichs, Spiegel TV, Dokumentation/Reportage, 210 Min., Deutschland 2006.